# Escultura helenística

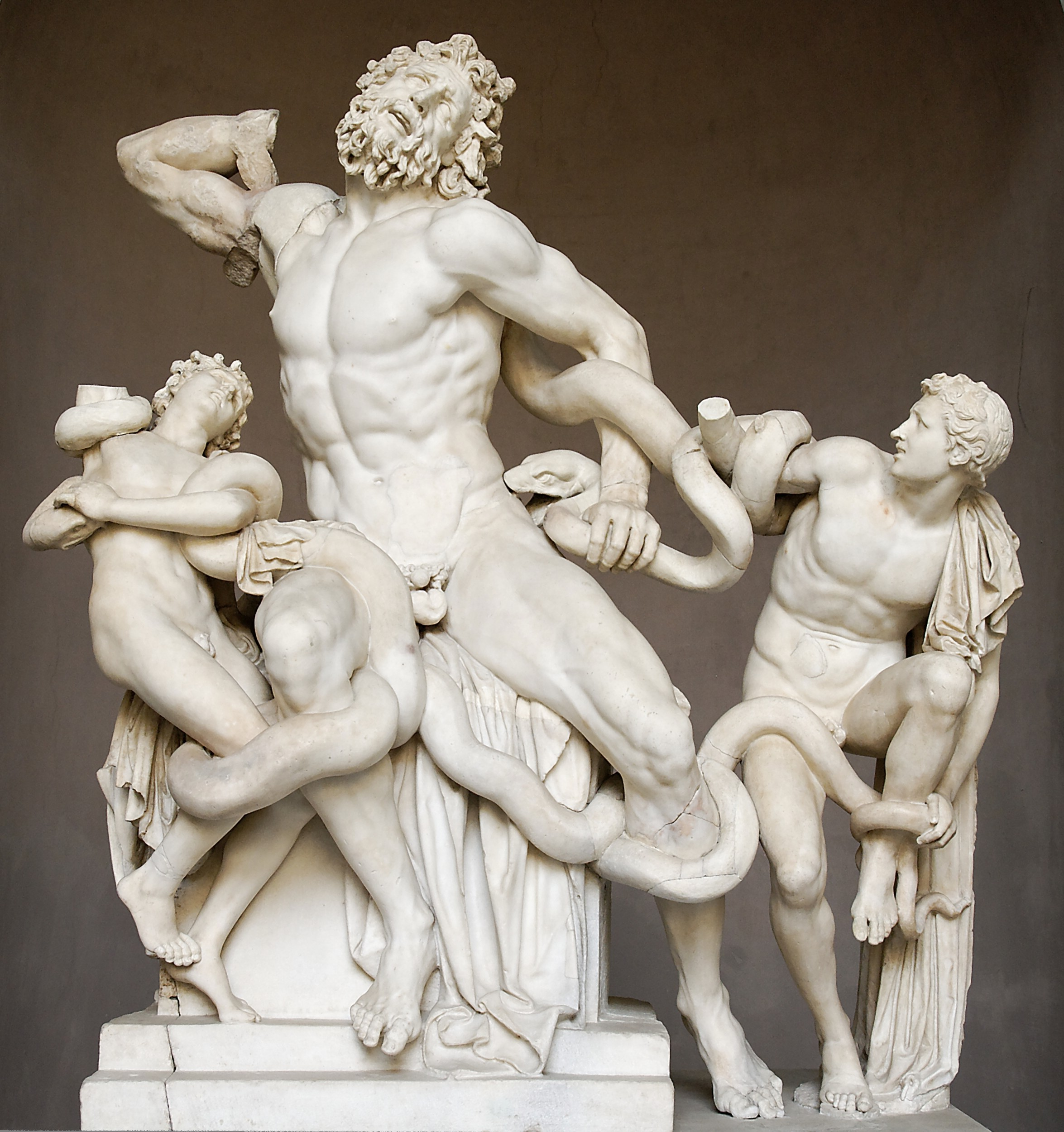
Laocoonte y sus hijos, obra de Agesandro, Atenodoro y Polidoro, siglo I a. C.

La escultura helenística representa una de las más importantes expresiones artísticas de la cultura del Helenismo y el estadio final de la evolución de la tradición de escultura de la Antigua Grecia. La definición de su vigencia cronológica, así como de sus características y significado, ha sido objeto de largas discusiones entre los historiadores del arte, y parece que se está lejos de alcanzar un consenso. Usualmente se considera como período helenístico comprendido entre la muerte de Alejandro Magno, en el 323 a. C., y la conquista del Antiguo Egipto por los romanos en 30 a. C. o más exactamente en 31 a. C. —triunfo de César Augusto sobre Marco Antonio en la batalla de Actium—. Sus características genéricas se definen por el eclecticismo, el secularismo y el historicismo, tomando como base la herencia de la escultura griega clásica y asimilando influencias orientales. Entre sus contribuciones originales a la tradición griega de la escultura se encuentran el desarrollo de nuevas técnicas, el perfeccionamiento de la representación de la anatomía y de la expresión emocional humana, y un cambio en los objetivos e interpretaciones del arte, abandonándose el genérico por el específico. Eso se tradujo en el abandono del idealismo clásico de carácter ético y pedagógico en busca de una enfatización de los aspectos humanos cotidianos y del encaminamiento de la producción para fines puramente estéticos y, ocasionalmente, propagandísticos. La atención dada al hombre y a su vida interior, sus emociones, sus problemas y sus anhelos comunes, resultó en un estilo realista que tendía a reforzar el drama, el prosaico y el movimiento, y con él aparecieron los primeros retratos individualizados y verosímiles del arte occidental. Al mismo tiempo, ocurrió una gran ampliación de la temática, con la inclusión de representaciones de la vejez y de la infancia, de deidades menores no olímpicos y de personajes secundarios de la mitología griega, y de figuras del pueblo en sus actividades diarias.
El gusto por el historicismo y el aprendizaje que caracteriza la escultura helenística se reflejó con el fin de fomentar la producción de nuevas obras deliberadamente retroactiva, y también de copias literales de obras antiguas, especialmente en función de la búsqueda de composiciones célebres de la escultura griega clásica por parte del gran mercado consumidor romano. Como resultado, la escultura helenística se convirtió en una influencia central en toda la historia de la escultura de la Antigua Roma. A través de la Roma helénica se ha conservado para la posteridad una valiosa colección de modelos formales y de copias de importantes piezas de autores griegos consagrados, cuyos originales desaparecieron con el tiempo en épocas posteriores, y sin los cuales nuestro conocimiento de la escultura de la Antigua Grecia sería mucho más pobre. Por otro lado, el imperialismo de Alejandro Magno hacia el este, llevó al arte griego a regiones lejanas de Asia, que influyeron en la producción artística de muchas culturas orientales, creando una serie de derivación de estilo híbrido y la formulación de nuevos tipos de escultura, entre que tal vez la más influyente en el Oriente ha sido la iconografía de Buda, previamente prohibida por la tradición budista. Para el Occidente moderno, la escultura helenística fue importante con una fuerte influencia en la producción renacentista, barroca y neoclásica. En el siglo XIX la escultura helenística cayó en desprestigio y pasó a ser vista como una simple degeneración del ideal clásico, un prejuicio que entró en el siglo XX, y solo recientemente se empezó a dejar de lado, por las investigaciones más completas sobre este tema y aunque su valor sigue siendo cuestionado por núcleos resistentes de la crítica de arte y su estudio obstaculizado por una serie de razones técnicas, parece que la rehabilitación completa de la escultura helenística por los expertos es solo cuestión de tiempo, pues para el público en general ya ha demostrado ser de gran interés, garantizando el éxito de las exposiciones donde se muestra.

## Antecedentes

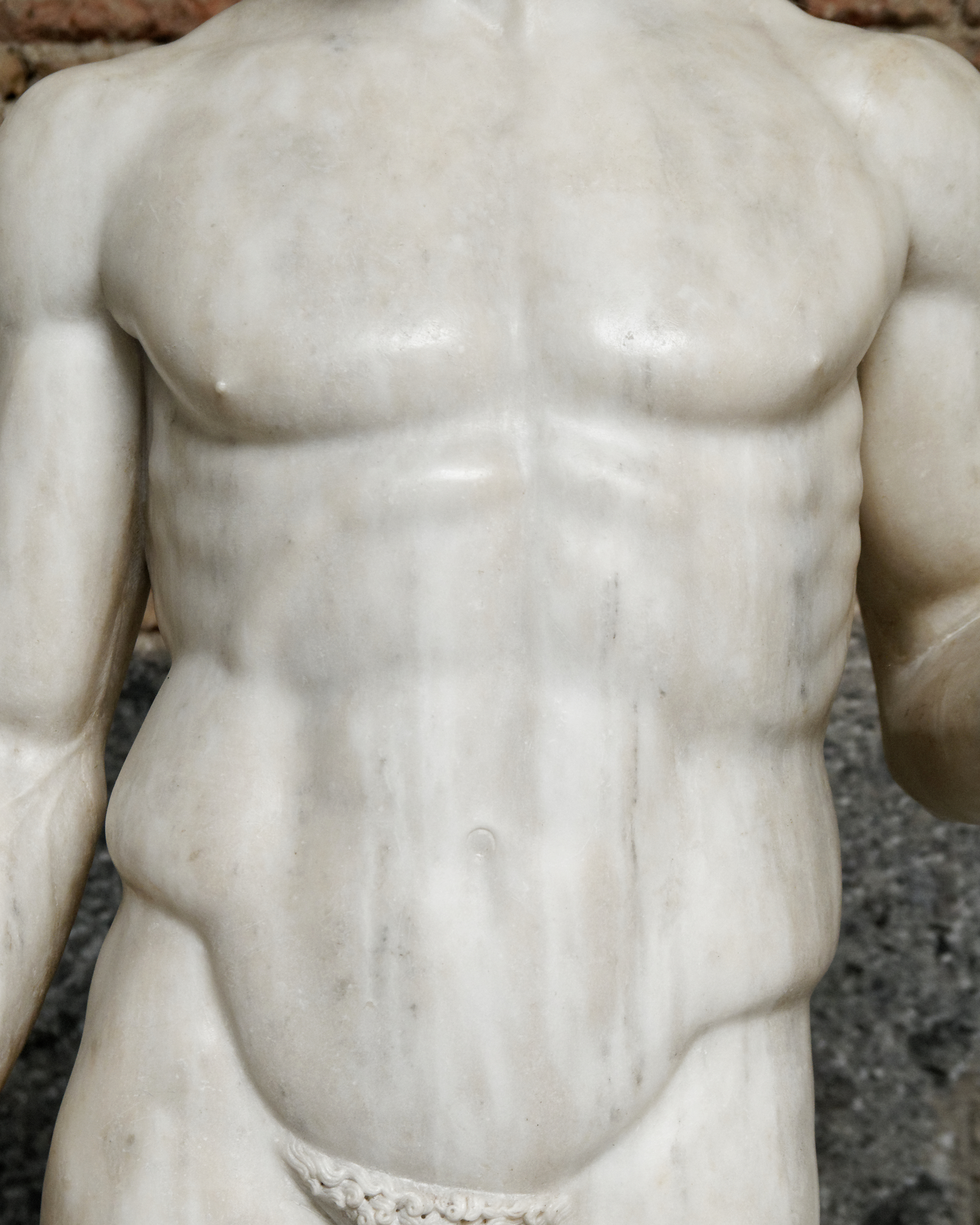
Detalle de la copia romana del Doriforo de Policleto, modelo de la belleza clásica.

La escultura clásica griega fue el período inmediatamente anterior al helenismo, se construyó a partir de un sólido marco ético que tenía sus fundamentos en la época arcaica de la sociedad griega, donde la aristocracia gobernante había hecho para sí misma el ideal de areté, un conjunto de virtudes que deberían ser cultivadas para la formación de una moralidad fuerte y un carácter social apto, versátil y eficiente. Al mismo tiempo, se formuló el concepto de kalokagathia, que afirmaba la identidad entre la virtud y belleza. Al expresar estos conceptos en las formas plásticas, nació un nuevo canon formal, desarrollado por Policleto y el grupo de Fidias, que buscaba la creación de formas humanas al mismo tiempo naturalistas e ideales, a través de cuya belleza perfecta y equilibrada se pudiesen percibir las virtudes del espíritu.
Estas ideas se vieron reforzadas por la contribución de filósofos como Pitágoras, que decía ser el arte un poder efectivo, capaz de influir en las personas para bien o para mal, conforme se obedecía o violaba ciertos principios de equilibrio y forma. También dijo que el arte debería imitar el orden divino, que se basa en relaciones numéricas definidas, que se manifiesta en la armonía, coherencia y simetría de los objetos naturales. Trabajó sus ideas a partir de sus investigaciones con la matemática y la música, pero no tardó mucho tiempo para que fuesen aplicadas a otras artes, fomentando un uso eminentemente ético para la creación artística y el fomento de los valores colectivos antes que los individuales, que la filosofía idealista de  Platón también confirmó con elocuencia.

## Contexto
El espíritu de la cultura helenística comenzó a formarse con la conquista de Grecia por los macedonios y las expediciones militares de Alejandro hacia Oriente, que llevaron la cultura clásica griega hasta los márgenes del río Indo, y dio lugar al establecimiento de varios reinos greco-orientales. La cultura de la Grecia clásica, de la que Macedonia era dependiente, se definió dentro de una visión relativamente limitada del mundo, circunscrita a la ciudad-estado, la polis. Incluso los griegos que fundaron una serie de colonias en torno al Mediterráneo y Mar Negro y mantuvieron contactos con otros países, su referencia cultural permaneció siendo la metrópoli, cuya sociedad se basó en la experiencia de grupos específicos que vivían en las grandes ciudades. De acuerdo con Jerome Pollitt: un griego clásico podría viajar voluntariamente en busca de aventuras, pero una vez terminada la aventura su intención era volver a la sociedad pequeña, segura y familiar, donde había establecido su identidad.
Con la presencia de Macedonia en pleno suelo griego, y el espíritu imperialista de Alejandro, ese mundo más o menos estático sufrió un profundo shock y comenzó a experimentar una transformación que volvería aquella vida tradicional y comunitaria en una cosa del pasado. Alejandro había fundado varias ciudades en sus campañas, fomentando una importante migración de población griega, incluyendo a miles de artistas, que fueron a intentar suerte en un ambiente étnico y cultural  extraño, con la creación de nuevas sociedades cuya nota dominante era la inseguridad y movilidad en todos los niveles. Después de su muerte, sus sucesores realizaron una serie de luchas de poder, provocando el colapso del imperio en medio de una agitación intensa y una pérdida general de los antiguos parámetros y expectativas de la sociedad greco-macedonia. En la dirección opuesta Roma comenzó su expansión agresiva y depredadora, con la disminución de la autoconfianza, el idealismo y los antiguos valores colectivos sociales y religiosos, generando una retirada y la desilusión en los individuos mediante la penuria moral del cinismo político y de la violencia de los tiempos, aspectos que fueron enmascarados por la simple búsqueda del placer y realizados artísticamente a través de un realismo a menudo cargado de drama. La diversa procedencia de los colonos y la notoria xenofobia greco-macedonia, obstaculizaron las alianzas sociales duraderas y fiables en las tierras conquistadas, y para los artistas el mecenazgo estaba sujeto a caprichos personales y a frecuentes oscilaciones en el gusto de la élite gobernante, de acuerdo con las inclinaciones políticas cambiantes. No es de extrañar entonces que Plinio, un clásico, dijese que el siglo III a. C. fue un periodo en el que las artes desaparecieron. Para algunos, esos tiempos pudieron tener un cierto interés emocionante, pero los filósofos de la época indican una aguda conciencia de que esta fase era de gran inestabilidad, nació incluso un sentido velado de culpa por la caída de los antiguos valores morales ante el nuevo panorama urbano mundano y corrupto, que sería la fuente de una larga tradición de búsqueda del retorno a la vida sencilla, primitiva y auténtica de los campesinos, aunque ese cambio nunca se pudiese realizar, de hecho solo de manera simbólica, en los periódicos revivalismos clásicos —el primero de ellos ocurrió hacia el final del helenismo— y en los sueños de la poesía bucólica —como el poeta Teócrito junto con Calímaco y Apolonio de Rodas— que pueblan la historia del arte a través de la pintura y la escultura, desde aquellos tiempos hasta la actualidad.

### Filosofía helenística

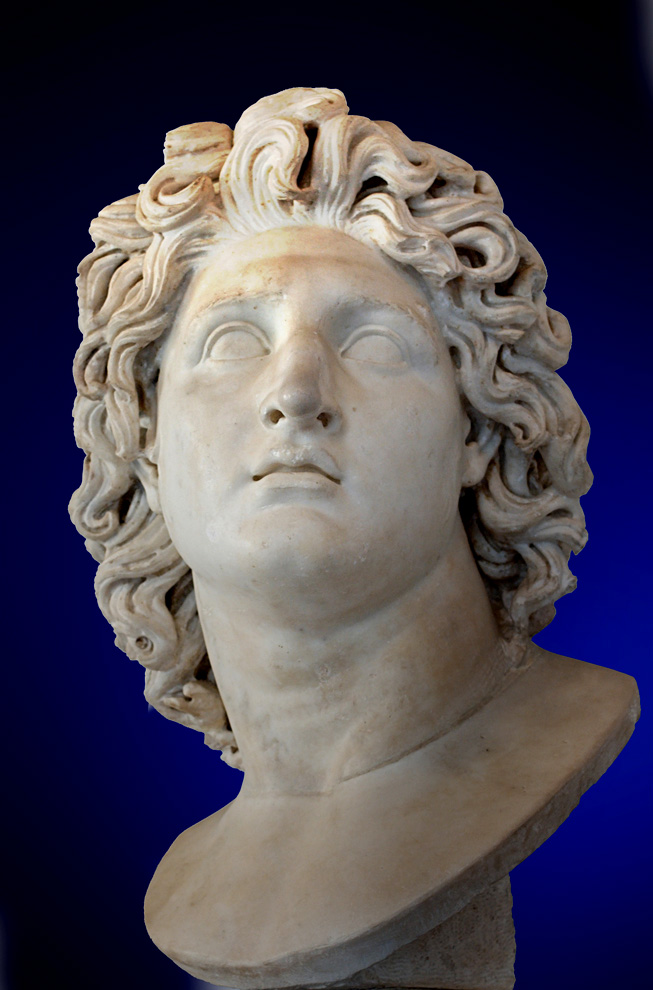
Retrato de Alejandro como Hélios, -II a. C., el conseguir realzar el propio carácter del personaje fue una de las innovaciones principales en la escultura hel·lenística.

La filosofía del helenismo prosiguió el debate sobre estética que habían empezado Sócrates y Platón en años anteriores. La ética de Platón enseñaba que el arte en la mejor de las hipótesis era solo una imitación imperfecta de verdades abstractas, y por lo tanto carecía de un valor y una credibilidad profundas y debía en todos los casos servir a una causa moral y pedagógica. Sócrates antes que él había sugerido que el arte podía expresar el pathos personal, y Aristóteles, aprovechando este tema  que se oponen a las líneas generales del pensamiento idealista platónico acerca de la estética, abordó la cuestión empírica, tratando de encontrar otros usos y significados para las creaciones de los artistas. Desarrolló el concepto de catarsis, en el supuesto de que el arte podía educar a la mente mediante la simulación de las debilidades emocionales, amplió el camino para cultivar la emotividad y las posiciones individuales, y por lo tanto relativizó la función, la lectura  del arte y el prestigio y la creatividad individual. Al mismo tiempo, favoreció la secularización de su carácter, abriendo espacio para el uso de la escultura como una forma de propaganda política y personal. Antes dedicada principalmente a la función sagrada y a la conmemoración pública de héroes y atletas, cuyo fundamento era principalmente ético, didáctico e idealista, ahora la élite deseaba obras de motivación básica personal y de carácter decorativo. Incluso las estatuas de los dioses llegaron a ser vistas más como «obras de arte» y no tanto como instrumentos simbólicos de la comunicación con los mundos invisibles. Con esto empezó a dominar el gusto privado —que no siempre fue el más refinado y cultivado— en los convenios colectivos, a favor de una práctica puramente estética que abrió su amplia gama temática para incluir a lo pintoresco, trivial, doloroso, cómico, aterrador, sensual, deforme y grotesco. A raíz de estos cambios apareció por primera vez en el arte occidental una inclinación definida para la lectura de las obras de forma alegórica. Una disminución en la credibilidad de los antiguos mitos hizo que los principios morales fueran personificados de otras formas, y mientras en el arte anterior los dioses encarnaban una serie de atributos inmateriales, a partir de entonces de forma inversa, las propias abstracciones como el coraje, perdón, sabiduría, fortaleza, asumieron la forma humana y fueron deificadas individualmente.

## Características

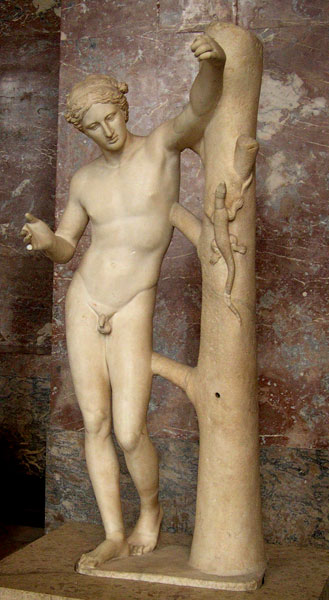
Copia del Apolo Sauróctono de Praxíteles, obra de transición al periodo helenístico. Museo del Louvre.

Formalmente las características generales de la escultura helenística derivan principalmente de la obra de tres grandes artistas: Escopas, Praxíteles y Lisipo, que lideraron la transición de la escultura griega clásica al periodo helenístico, a mediados del siglo IV a. C. En términos de la expresividad y su carácter narrativo, su producción tiene mucha más relación con el helenismo que con el Alto clasicismo que lo precedió, aunque en el terreno del estilo, dicho origen clásico permaneció evidente. Se inició el proceso de abandonar la idealización para trazar la representación a nivel humano, incluso cuando se trataba de imágenes de divinidades. Con un deje de ironía, el historiador Jerome Pollitt comenta una obra atribuida a Praxíteles, el Apolo Sauróctono, en la que ve una imagen de la decadencia del estatus de un dios viril matando a un dragón, a un efebo afeminado que apenas puede protegerse de una lagartija común, fue un período en el que los viejos mitos estaban empezando a perder su aura divina y su poder real de inspiración, y empezaban a ser desacreditados en una sociedad fuertemente profana y urbana, con  todo esto, se pudo volver la atención con más fuerza hacia el retrato del hombre, sus problemas y éxitos específicos y su universo interior.
La descripción de la escultura helenística, es un tema de gran complejidad que sigue siendo fuente de mucha controversia y duda, solo puede hacerse un resumen genérico. La multiplicidad de centros de producción, la alta movilidad de los escultores entre ellos y la libertad estilística crearon un panorama donde diversas tendencias convivían y se entrelazaban.
La mentalidad de los helenistas y sus repercusiones en el arte de la escultura, puede ser más o menos definida por cinco líneas dominantes:

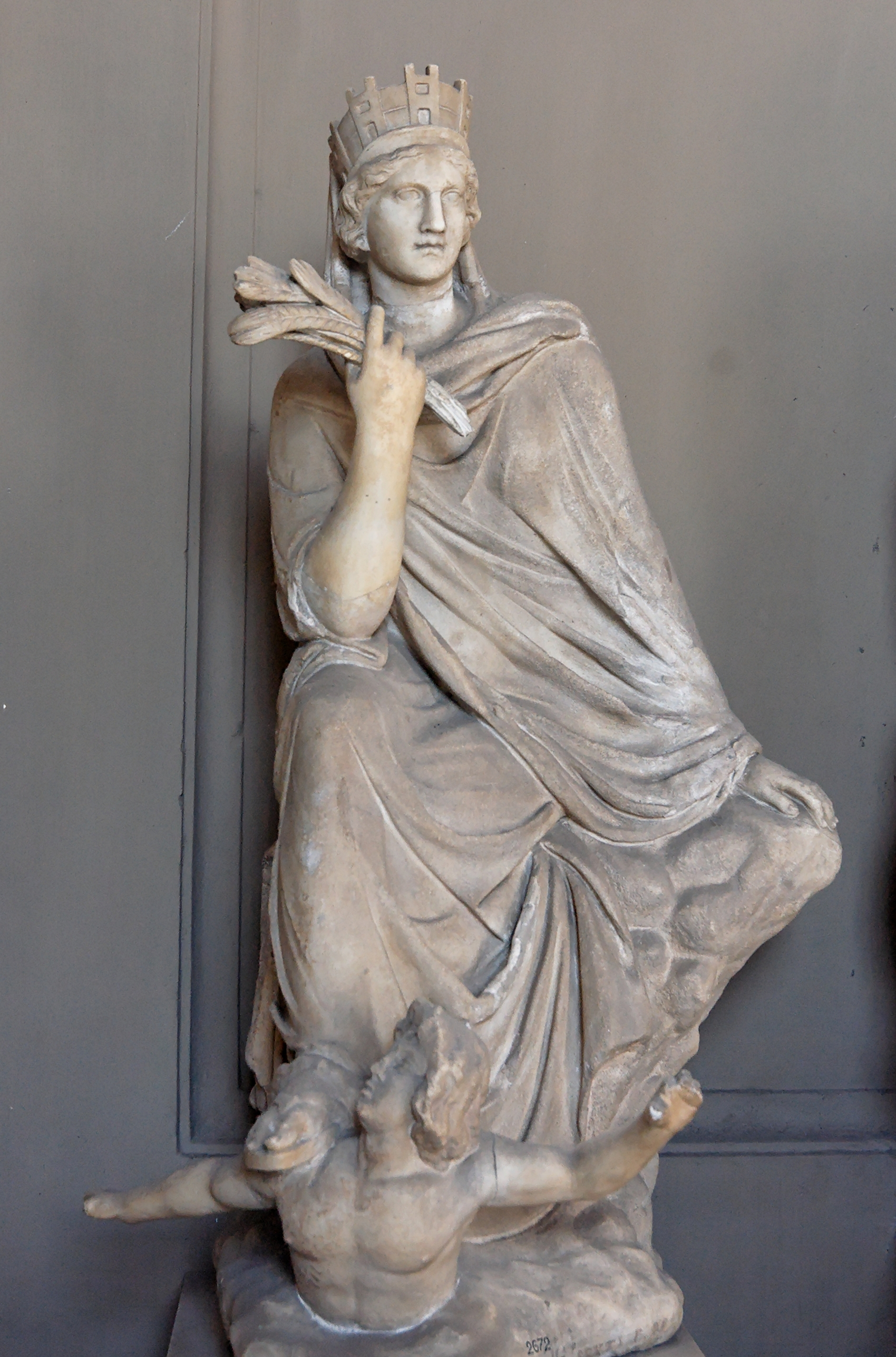
Tique de Antioquía de Eutíquides, circa 300 a. C.

I. Una preocupación obsesiva por el destino y su carácter imprevisible y cambiante, visible en la proliferación de escritos filosóficos y la iconografía de Tique, de la que se conserva una copia romana realizada por el escultor Eutíquides en los Museos Vaticanos, la diosa que personificaba la suerte o fortuna —diseñada una interpretación relacionada con el destino— y la retratística de Alejandro Magno, una personalidad que siempre se consideró protegida por la fortuna, incluso cuando la mala suerte le parecía amenazar, era capaz de revertir la situación a su favor. Asimismo, refleja este interés la representación de los acontecimientos, cuando el destino individual cambiaba drásticamente, como en los tiempos de gran éxito o gran fracaso.
II. Un sentido de la teatralidad de la vida, que se refleja en el gusto por el espectáculo, las grandes manifestaciones públicas de la pompa real, discursos dramáticos y apasionados por los oradores, las fiestas profanas y religiosas suntuosas y estimulantes para los sentidos, y esculturas donde el sentido del drama, emoción, movimiento, agitación o éxtasis, fue buscado intencionalmente en un estilo con contenido narrativo y retórico. Incluso hubo una terminología técnica propia, tomada de la retórica literaria para describir los elementos formales de la escultura helenística: aixesis (amplificación), makrologia (expansión), dilogia (diálogo), pallilogia (resumen), megaloprepeia (grandiosidad), deinosis (intensidad), ekplexis (choque), enargeia (energía), anthitesis (contraste) y pathos (drama emocional).

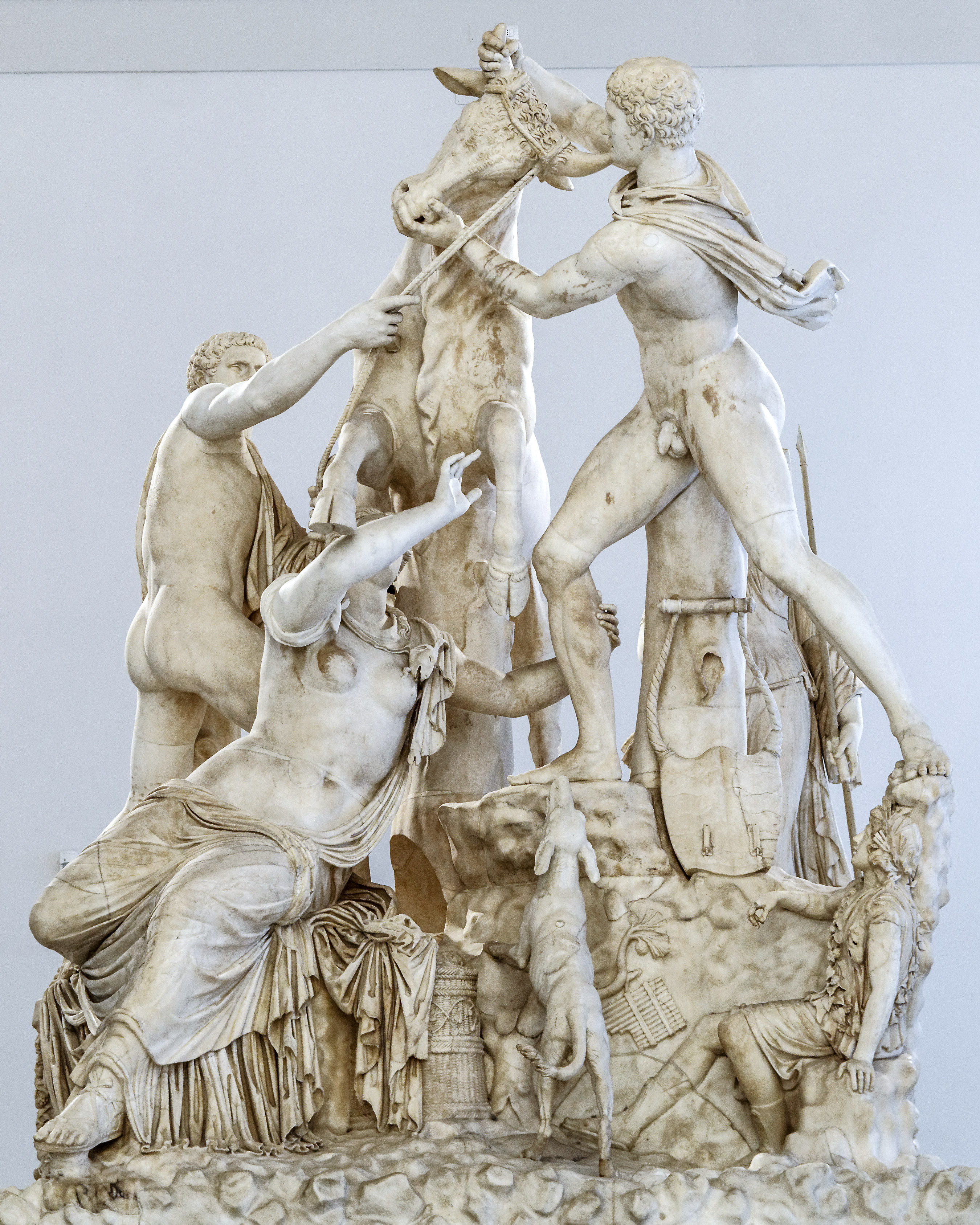
La escultura helenística Toro Farnese representa el virtuosismo técnico en la talla de la piedra, el grupo fue esculpido en un solo bloque de mármol.

III. Una tendencia a la erudición, manifestó su interés por la geografía y la historia de otros países, los libros de descripción de las características étnicas extranjeras y sus maravillas culturales, la lingüística con la elaboración de gramáticas, diccionarios y compendios de palabras cultas y difíciles. Fue el momento en que se fundaron grandes museos y bibliotecas, como la de Alejandría, se formaban colecciones de arte planificadas y sistemáticas, y se cultivaron arcaísmos en las diversas artes, incluyendo la escultura, que evidenciaban el conocimiento de autores de renombre y la posesión de un espíritu ilustrado. De este modo, los estilos de fases anteriores fueron imitados en copias literales de obras antiguas, o se asimilaron sus principios para la composición de nuevas piezas, a menudo con la yuxtaposición de los rasgos de escuelas y periodos diferentes en una misma obra, o se integraban elementos estilísticos exóticos traídos de Oriente, que dio a la producción un carácter ecléctico e historicista. Al mismo tiempo, los escultores rivalizaban en demostraciones de virtuosismo técnico en la talla de la piedra, visible en muchos ejemplares. La herencia clásica continuaba siendo el modelo de referencia original, el lenguaje común a todos, en el que las innovaciones podían ser identificadas y apreciadas, incluso cuando asumían una característica decididamente anticlásica. A pesar de este historicismo nacido hacia el pasado, se trabajaba en temas que aún eran válidos y el eclecticismo resultante, aunque de ambigua estética, creó un repertorio de formas nuevas y actualizó algunas antiguas que han contribuido a una mayor riqueza y variedad del arte de la época.
IV.  El carácter individualista de la autarquía, un concepto que defendió la autonomía e independencia individual como base de la felicidad e indirectamente, estimuló el desarrollo de un espíritu errante y adaptable, contrario a los convencionalismos y conectado a su naturaleza única y esencial, capaz de adaptarse a cualquier situación, caracterizada por el aventurero mercenario y sintetizados en el culto a la personalidad. Este individualismo, que penetró en toda la filosofía y la religión de la época, también influyó en la literatura, donde aparecieron biografías y memorias de personajes ilustres, y en la escultura, en el sentido de que se buscaba la representación realista de tipos pintorescos y el mundo interior de los personajes, que expresaba las emociones a través de los rostros y las actitudes corporales. Esta voluntad de realismo artístico, junto con el elogio de la personalidad, dio origen a los primeros retratos realistas del arte occidental, en opinión de Jerome Pollitt, el logro más importantes de todo el arte helenístico.
V. Una visión cosmopolita, el corolario de las características antes citadas y la marca de un mundo en perpetuo cambio y expansión, sujeto a una multitud de fuerzas, donde las diferentes naciones fueron vistas por los filósofos como participantes fraternos en una comunidad universal y las personas como agentes únicos de su evolución y responsables de sus propias vidas, ya sin privilegios de nacimiento o nacionalidad, sintetizaban un humanismo que con el tiempo disolvió gran parte de la aversión de los griegos por los bárbaros, allanó el camino para la creación de una burguesía liberal, pragmática y autosuficiente —un mercado importante para la nueva escultura— y permitió la producción de obras, donde incluso la decadencia física, el vicio y la pobreza pudieron recibir una representación comprensiva e integral.

## Cronología
Uno de los primeros estudios importantes sobre el tema de la escultura helenística, Stilphasen hellenistischen der Plastik (1924), de Gerhard Krahmer, dividió el helenismo en tres fases, hecho que influyó en la metodología de análisis posteriores:
- primera fase, incluye el final del siglo IV a. C. con el inicio del siglo III, llamada la fase «simple», dominada por una ecléctica mezcla de estilos derivados de las obras de los maestros de la escultura griega clásica, y sus obras tienden a organizarse en torno a un eje central de atención;
- segunda fase, el resto del siglo III a. C. hasta mediados del siglo II a. C., una etapa cuya caracterización es muy difícil por la escasez de testimonios, pero parece que dio lugar a nuevas tipologías y a una tendencia más dramática en la escultura, y por lo tanto fue denominada como «pomposa», «barroca» o «patética»;
- tercera fase, llamada «abierta» entre la mitad del siglo II a. C. y el siglo I a. C., donde las composiciones se hicieron fuertemente centrífugas, el eclecticismo se acentuó más y hubo un renacimiento de la tradición clásica.[38]

Estudios posteriores propusieron otras divisiones alternativas, pero la investigación moderna, sin embargo, tiende a considerar que solo una apreciación cronológica tiende a ser engañosa, porque implica que el estilo evolucionó de forma lineal, cuando las evidencias indican que el proceso fue acumulativo y no consecutivo.

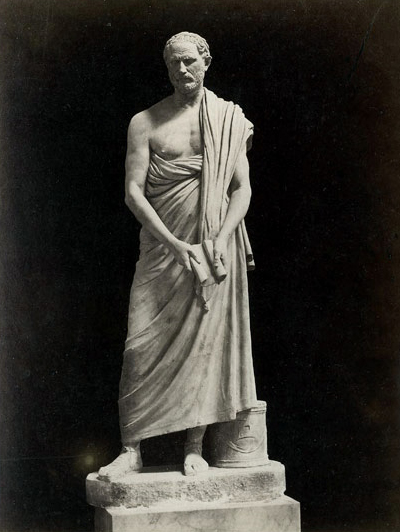
Retrato de Demóstenes, c. 280 a. C. Ejemplo de la primera fase.
Gálata Ludovisi, siglo II a. C., copia romana. Ejemplo de la segunda fase.
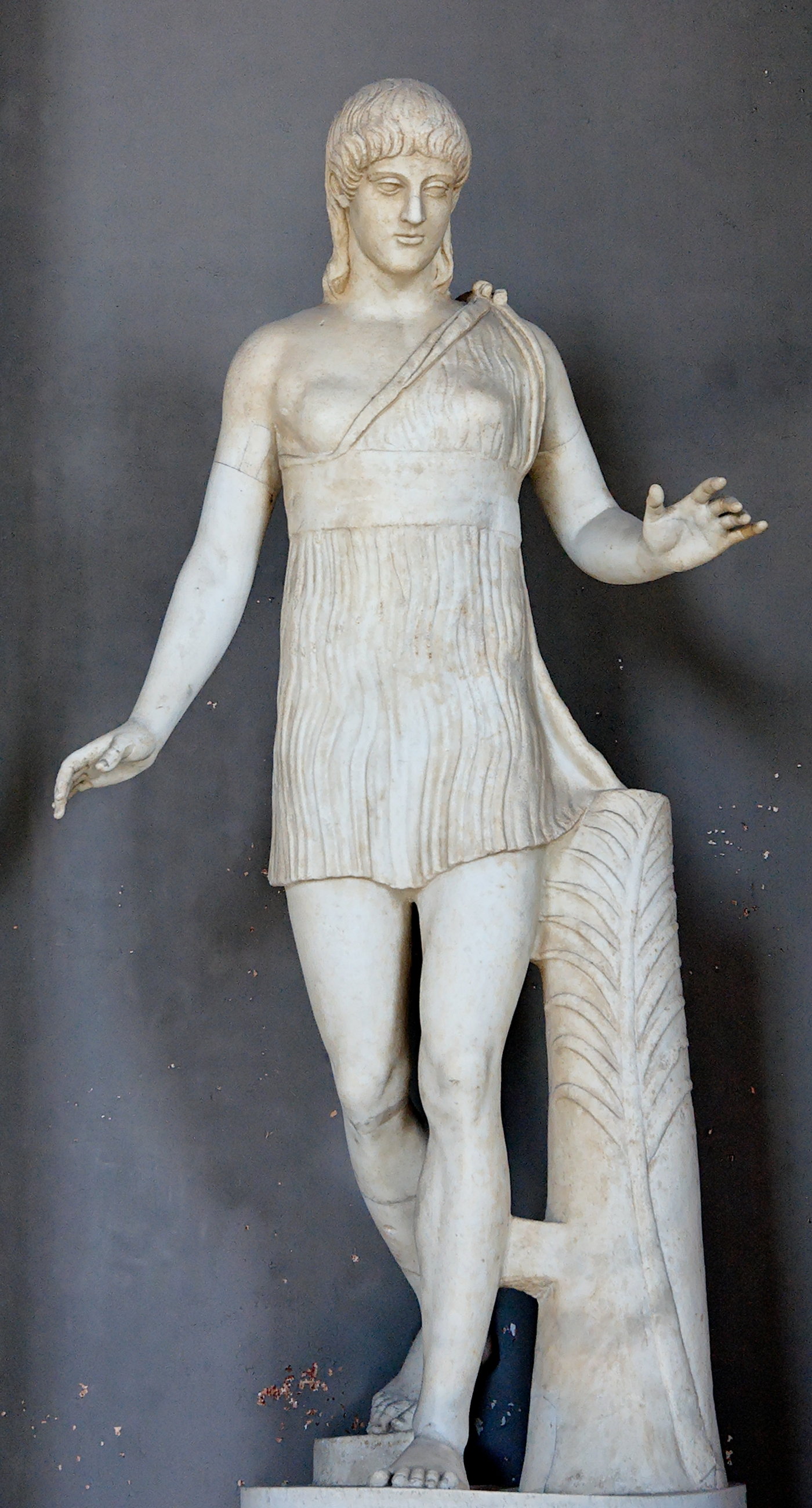
Atalanta, siglo I a. C., original griego de Pasiteles. Ejemplo de la tercera fase.

## Principales centros de producción
Grecia permaneció siendo una región productiva de arte durante todo el helenismo. Aunque Atenas perdió su antigua primacía, continuaba activa y de hecho, inició un movimiento neoclásico a través de la escuela del neoaticismo de gran influencia en la escultura romana, junto con Olimpia, Argos, Delfos y Corinto, mientras que otros nuevos centros se establecieron, en Mesenia, Mileto, Priene, Chipre, Magnesia y Samotracia. Merecen especial atención, sin embargo, Rodas y la Magna Grecia. Tanagra también fue importante en la producción de terracotas y Pérgamo, al mismo tiempo, desarrolló una tipología de amazonas y guerreros heridos muy apreciados con ejemplares de gran nivel, también es reconocida principalmente en la parte de la escultura arquitectónica por la importancia de su altar dedicado a Zeus. Los modelos tipológicos se repiten habitualmente no solo en los grandes centros como la Grecia continental, Pérgamo o Alejandría sino en toda la extensión del mundo helenístico desde Asia Menor hasta el norte de África pasando por el sur de Italia. El desplazamiento continuo de los maestros escultores por todo el imperio, hizo que propagaran sus propios estilos por donde iban, la confirmación se encuentra en escritos antiguos e inscripciones encontradas de la época, lo que explica la gran similitud entre obras de lugares diferentes.

### Atenas

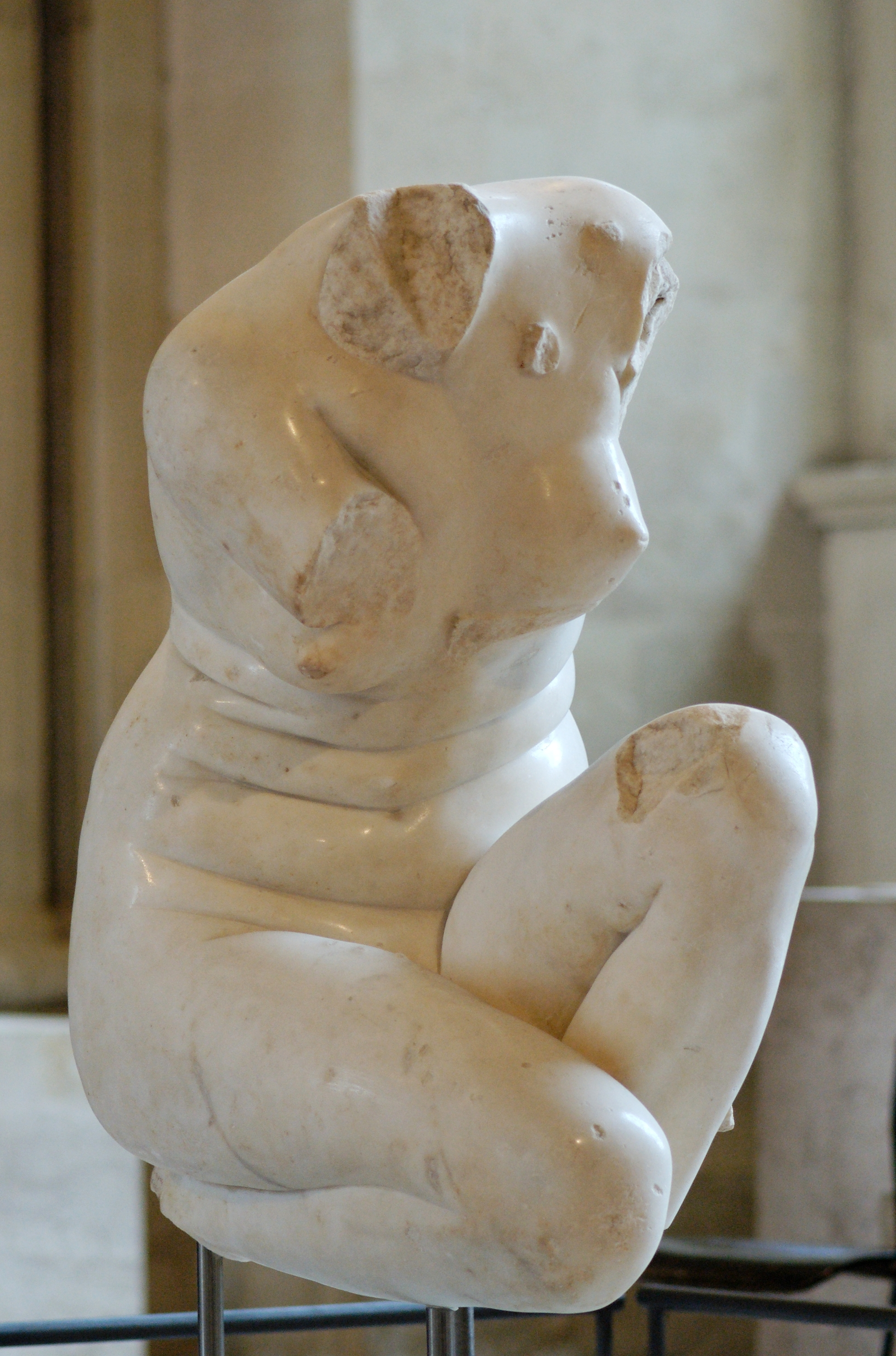
Afrodita agachada circa 250 a. C.(Museu del Louvre) copia del bronce de Doidalsas

En Atenas prosiguieron con el influjo dejado por los modelos clásicos y sus escultores, los talleres fueron mantenidos por Cefisodoto y Timarcos hijos de Praxíteles y por los seguidores de Escopas. Se realizaron una serie de Afroditas que además de su colocación en pie se presentaban en cuclillas, entre las que se encuentra la Afrodita agachada del Museo del Louvre copia del bronce del escultor Doidalsas de Bitinia de mediados del siglo III a. C. A estos mismos talleres pertenece el retrato naturalista de Demóstenes atribuido a Polieucto y que se colocó en el ágora de Atenas c. 280 a. C. Otro posible retrato del gramático y poeta Calímaco, que antes se creía que representaba a Séneca, muestra un extremo verismo en los rasgos personales de los cabellos despeinados, arrugas faciales y expresiva mirada. A partir de este naturalismo se llegó a la representación de composiciones como el Espinario del que se realizaron numerosas copias o el Niño con una oca cuyo original era de Boetas y del cual también se encuentran varias versiones, la predilección por este naturalismo también llegó a la manifestación de la vejez, a veces incluso groseramente, como por ejemplo la figura de la Vieja embriagada. El taller de Lisipo también fue seguido por sus hijos Daifos, Boidas y Euticrates además de otros discípulos de los que destacó Eutiquides de Sición entre cuyas obras más conocidas destaca la Tique de Antioquía. La Venus de Milo —inspirada en la Venus de Capua de Lisipo—, es una escultura original en mármol de una altura mayor que el natural, que está datada de finales del siglo II a. C. y es una de las más famosas y populares de la escultura helenística. En la etapa final de esta época se encuentran el Gladiador borghese en el Museo del Louvre obra del autor Agasio de Éfeso y el Torso de Belvedere  del Museo Pio Clementino de la Ciudad del Vaticano, firmada por Apolonio de Atenas circa del 50 a. C.

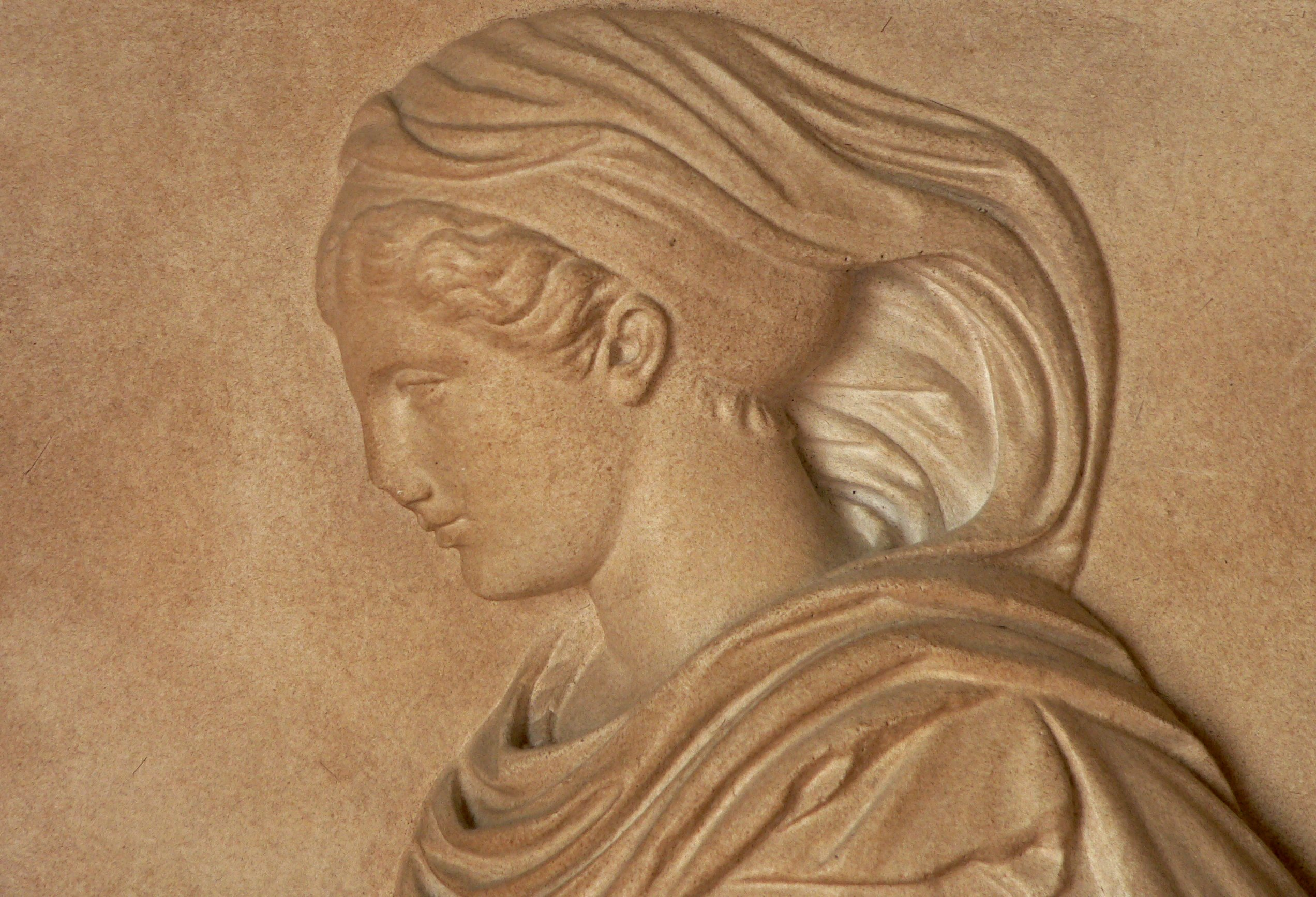
Detalle del relieve de Gradiva, escultura neoàtica.

A partir de la segunda mitad del siglo II a. C. en Atenas se dio un resurgimiento del arte escultórico del pasado, esta producción ha recibido el nombre de escultura neoática que se extendió hasta e tiempo de la Roma de Augusto. Se trataba de un arte estilístico que en oposición a los que se realizaban en Pérgamo o Alejandría se inspiraba en los modelos de formas clásicas con ciertas aportaciones del gusto ecléctico romano, por lo tanto no eran copias exactas de esculturas antiguas sino nuevas interpretaciones. Se decantaron entre otros por la elección de la escuela de Fidias con creaciones libres del escudo de la Atenea Pártenos realizadas por los escultores Timocles de Atenas y Timárquides; se hicieron reproducciones del frontón del Partenón, de la Atenea de Éfeso de Alcámenes o el Púgil en reposo de bronce atribuido a Apolonio de Atenas o a Lisistrato hermano de Lisipo. La elaboración se extendió a vasos y recipientes de mármol con bajorrelieves como el monumental candelabro de Villa Adriana y la crátera Borghese. Este término de escultura neoática, fue empleado por el historiador y arqueólogo Friedrich Hauser en el año 1889 en su obra Die Neuattischen Reliefs.

### Magna Grecia
Siracusa fue, antes de ser devastada por los romanos, una de las ciudades más ricas de la Magna Grecia, con una pujante actividad escultórica. Después del paso romano, (212 a. C.) que le privó de todas sus obras, la ciudad recuperó algo de prestigio mediante la producción artística de estatuas de terracota a partir de tradiciones locales. Otras ciudades en donde existe un importante legado son Tarento, una de las zonas mejor conservadas en cuanto a la escultura desde el siglo III a. C, y en  Agrigento.

### Rodas

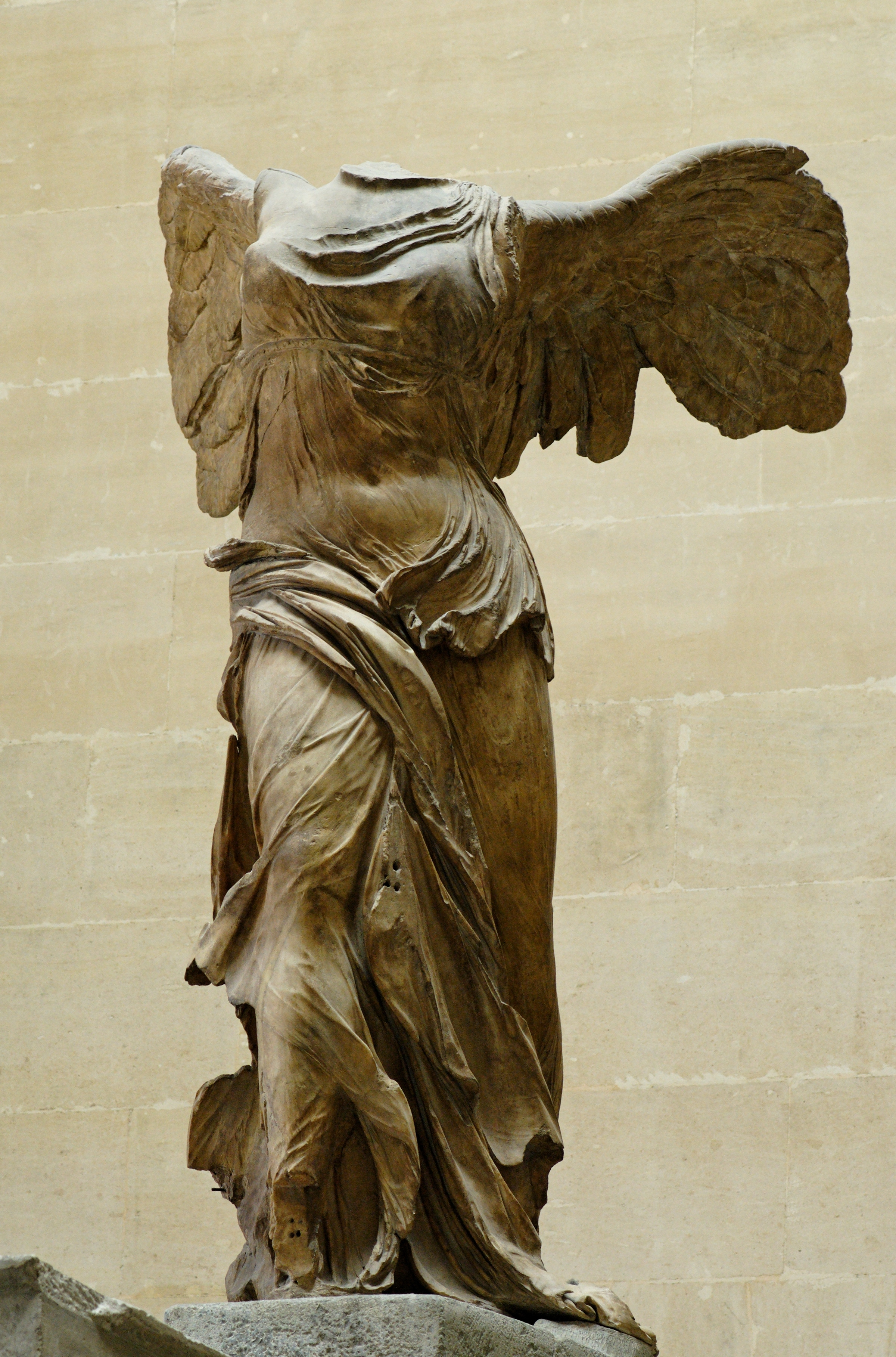
La Victoria alada de Samotracia.

La isla de Rodas fue, durante la mayor parte del período helenístico, un centro muy activo de producción escultórica, que atrajo a maestros de diversos orígenes. Después de 167 a. C. su importancia como centro comercial sufrió un declive, frente a la competencia de Delos, pero en este momento los mecenas locales parece que hicieron un esfuerzo especial para alentar a los artistas nativos. Durante mucho tiempo fue Rodas un foco de innovaciones en la escultura que se asocia con el estilo de diseño «barroco» de lo helenístico, aunque estudios recientes han revisado esta opinión y se coloca en un perfil de originalidad más modesto, posiblemente recibió la influencia de otro gran centro como fue Pérgamo. Sin embargo, florecieron muchos talleres, y escritores como Plinio el Viejo, dijo que Rodas tenía tres mil estatuas, cerca de un millar de ellas de enormes dimensiones, que sería suficiente para dar fama a la isla si no hubiesen sido eclipsadas por el famoso Coloso, una gigantesca imagen de bronce que representaba Helios, el dios patrón del lugar, diseñado en torno al 304 a. C. por Cares de Lindos, discípulo de Lisipo. Es posible que, de una copia de un original, proveniente de Rodas, realizado por los hermanos Apolonio de Tralles y Tauriscos, fuera el famoso Toro Farnesio, actualmente en el Museo Arqueológico Nacional de Nápoles. Atenodoro, Polidoro y Agesandro, tres nativos de Rodas, son los autores de una de las obras más paradigmáticas de la etapa barroca de helenística, el grupo de Laocoonte y sus hijos. Atribuidas posiblemente también a estos autores o a sus descendientes, es el conjunto de las colosales esculturas encontradas en la gruta de la Villa de Tiberio en Sperlonga, que representan escenas de las aventuras de Odiseo, como el llamado Grupo de Polifemo. Por último, se ha planteado la hipótesis que otra obra de gran fama, la Victoria alada de Samotracia, se produjo en Rodas y está atribuida al escultor Pitócrito de Rodas aunque sin pruebas concluyentes, su espectacular vestido, adaptándose al cuerpo como si fueran velos transparentes, fue uno de los signos de las representaciones en las esculturas femeninas propias de esta época y que aparece en obras realizadas además de en Rodas también en Pérgamo, Mileto, Delos y Alejandría e incluso en las pequeñas terracotas de Tanagra.

### Roma
Desde los orígenes de Roma, su escultura estuvo bajo la influencia griega. En primer lugar a través de la escultura etrusca, que fue una interpretación del arte del período arcaico de Grecia, y luego  el contacto con las colonias griegas de la Magna Grecia del sur de la península itálica. Cuando los romanos comenzaron su expansión por el Mediterráneo, en sus campañas militares, saquearon varias ciudades donde había grandes colecciones de escultura helenística, entre ellas la próspera Siracusa dominada en 212 a. C. Según los relatos, el botín de guerra fue fantástico y fue llevado a Roma para adornar la capital, consiguiendo de inmediato el favor del público sobre la escultura de tradición etrusca. Este saqueo fue seguido por otros varios: Tarento en 209 a. C., Eretria en 198 a. C., Peloponeso en el año 196 a. C., el de Siria y Anatolia en 187 a. C., Corinto en 146 a. C., Atenas en  86 a. C. y Sicilia en 73-71 a. C., con unas apropiaciones de las obras de arte tan ávidas que a veces causaron indignación entre los mismos senadores romanos, como Catón que denunció estas formas de actuar y consideró que era una influencia negativa para el arte romano. El resultado fue cubrir Roma de arte helenístico y atraer para el nuevo poder diversos artistas, tales como Pasiteles, Sosikles y Policles, de este último, entre sus obras más conocidas se encuentra el Hermafrodito dormido, cuyo original de bronce está perdido, aunque se realizaron varias copias, la más famosa es el Hermafrodito Borghese encontrado en las Termas de Diocleciano a principios del siglo XVII y en la actualidad en el Museo del Louvre. Este grupo de artistas comenzaron a crear una escuela de escultura local, fundada con los principios del arte helenístico y fue la responsable de transmitir a la posteridad a través de copias una serie de famosas obras griegas y cuyos prototipos originales acabaron perdiéndose, al mismo tiempo, también desarrollaron tipologías típicamente romanas. Más tarde, la escultura clásica-helenista romana sería el vínculo de transición hacia el arte bizantino y para el desarrollo de la iconografía cristiana.

### Etruria

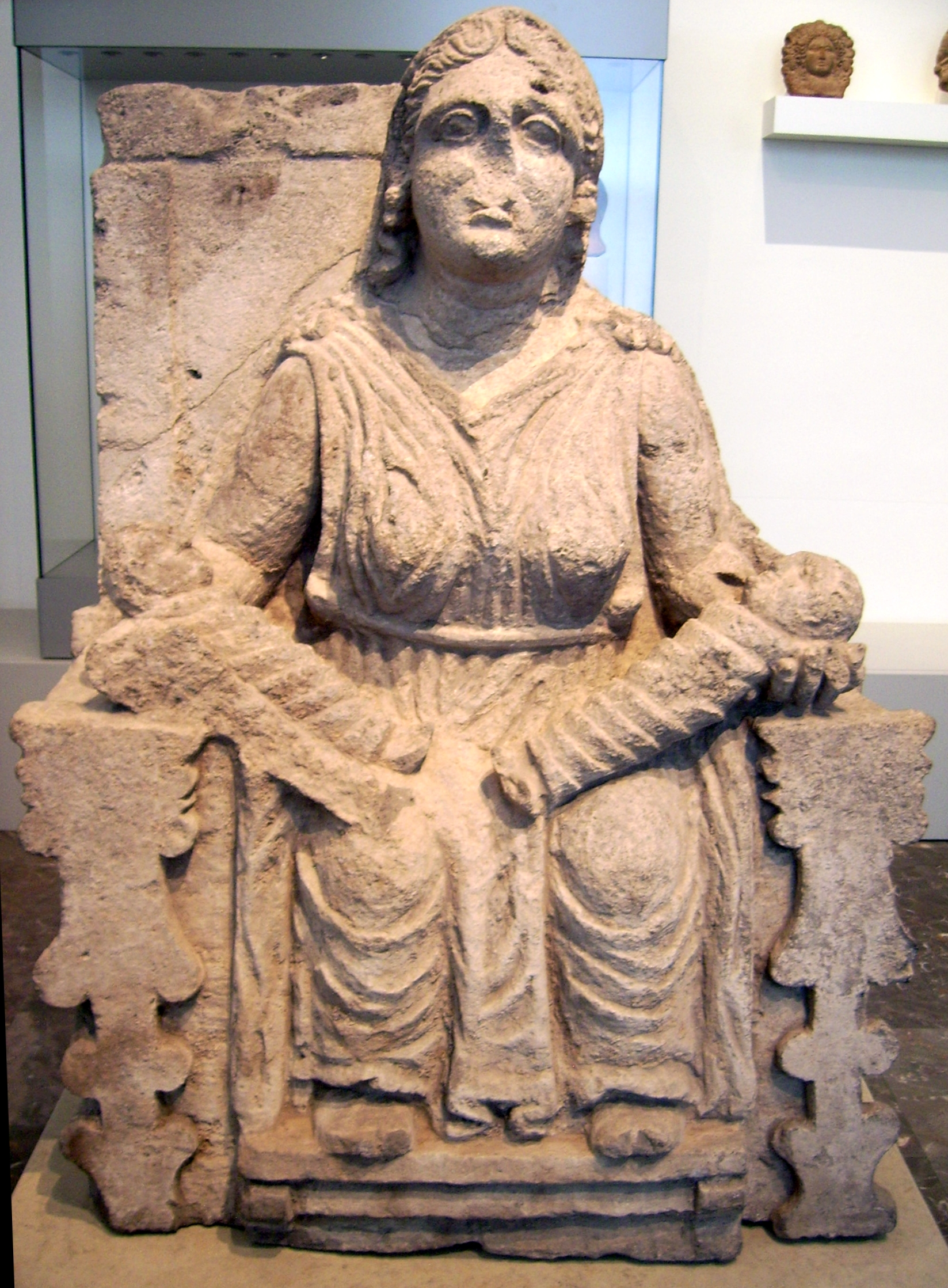
Mater Matuta en el Altes Museum (Berlín).

El contacto entre las civilizaciones griega y etrusca está documentado desde el siglo VIII a. C. y a lo largo de toda la historia del arte etrusco la influencia griega se mantuvo. Al final del siglo IV a. C., cuando se inició el helenismo, la influencia romana ya empezaba a predominar sobre la región y la cultura etrusca se encontraba en declive. Sin embargo, en este periodo se creó un nuevo tipo de escultura, el sarcófago con imágenes representando retratos de los difuntos. Otra contribución etrusca a la escultura helenística es la tipología de madre sentada con su hijo en su regazo, cuyo ejemplo más conocido es la Mater Matuta del Museo Arqueológico Nacional de Florencia. Típica de la tradición etrusca es la preferencia para su uso de la terracota en la producción de ex-votos, sofisticadas piezas de carácter decorativo, jarrones —algunos en forma de cabeza humana— y en la decoración arquitectónica, con ejemplares de alta calidad en varios templos de Luni, Tarquinia y otros lugares que presentan rastros de la influencia del helenismo oriental. Por último, los etruscos también se mostraron como expertos artistas en bronce, con la creación de una colección de retratos de cuerpo entero y bustos, que en su naturalismo, se aproximan al estilo de la escultura romana en estos géneros.

### Alejandría

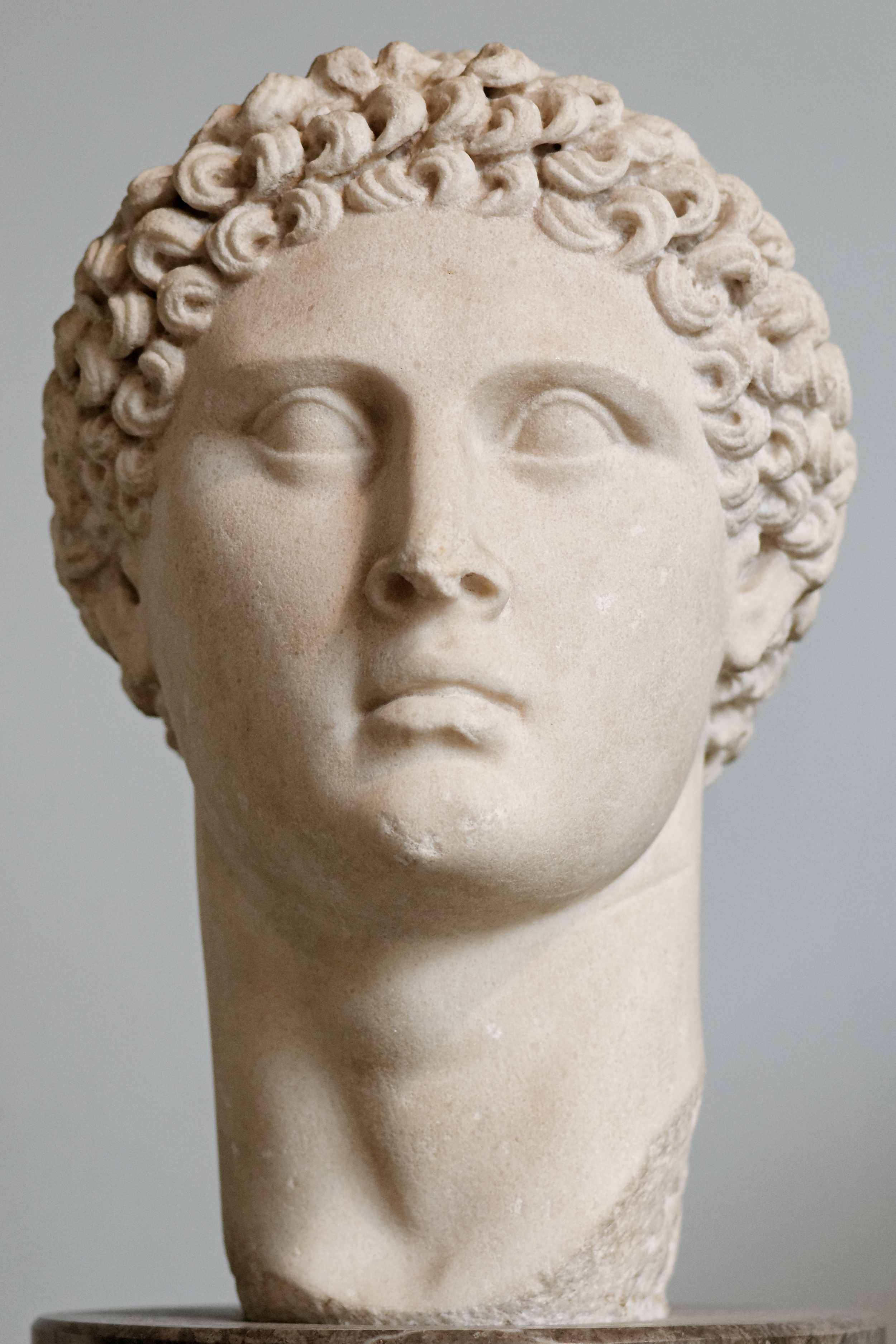
Retrato atribuido a Ptolomeo Apion, obra helenística del siglo I a. C.

Después de la fundación de Alejandría la ciudad pronto se convirtió en un importante centro de cultura helenística. Allí se construyó la famosa Biblioteca, que incluía anexo uno de los primeros museos del mundo, y a su alrededor floreció un importante grupo de filósofos, escritores y científicos, que dieron una contribución muy relevante para la cultura helenística en su conjunto. En el terreno de la escultura, al carecer de mármol se realizaron la mayoría en piedras calizas o en piedras más duras empleadas desde siempre por los egipcios como el basalto o el granito. Egipto poseía una larga y brillante tradición escultórica, y los faraones macedonios encontraron una cultura bien establecida, desarrollaron una práctica artística dual. Para la elite griega, que en su mayoría vivían en Alejandría y poco se relacionaba con la realidad del resto del país, se produjo un arte helenístico y para el pueblo autóctono un arte que siguió las antiguas  tradiciones faraónicas, y que poco intercambio se efectuó entre ellos. Incluso en el campo de la retratística oficial la duplicidad se mantuvo, aunque en raras ocasiones se observa una mezcla significativa de estos dos estilos tan en contraste, con alteraciones en las características tradicionales de los peinados y el vestuario y el aspecto de los símbolos del poder, mostrando una adaptación selectiva del estilo helenístico. El resultado de una serie de retratos de los Ptolomeos realizados a finales del siglo IV a. C. fue la perfecta ejecución de la tradicional figura de los faraones. Un grupo escultórico que resaltó entre otros fue la representación alegórica del río Nilo rodeado por dieciséis niños que corresponden a los codos que debía tener el río durante su inundación para conseguir una buena cosecha, se encuentra expuesto en los Museos Vaticanos.

### Pérgamo

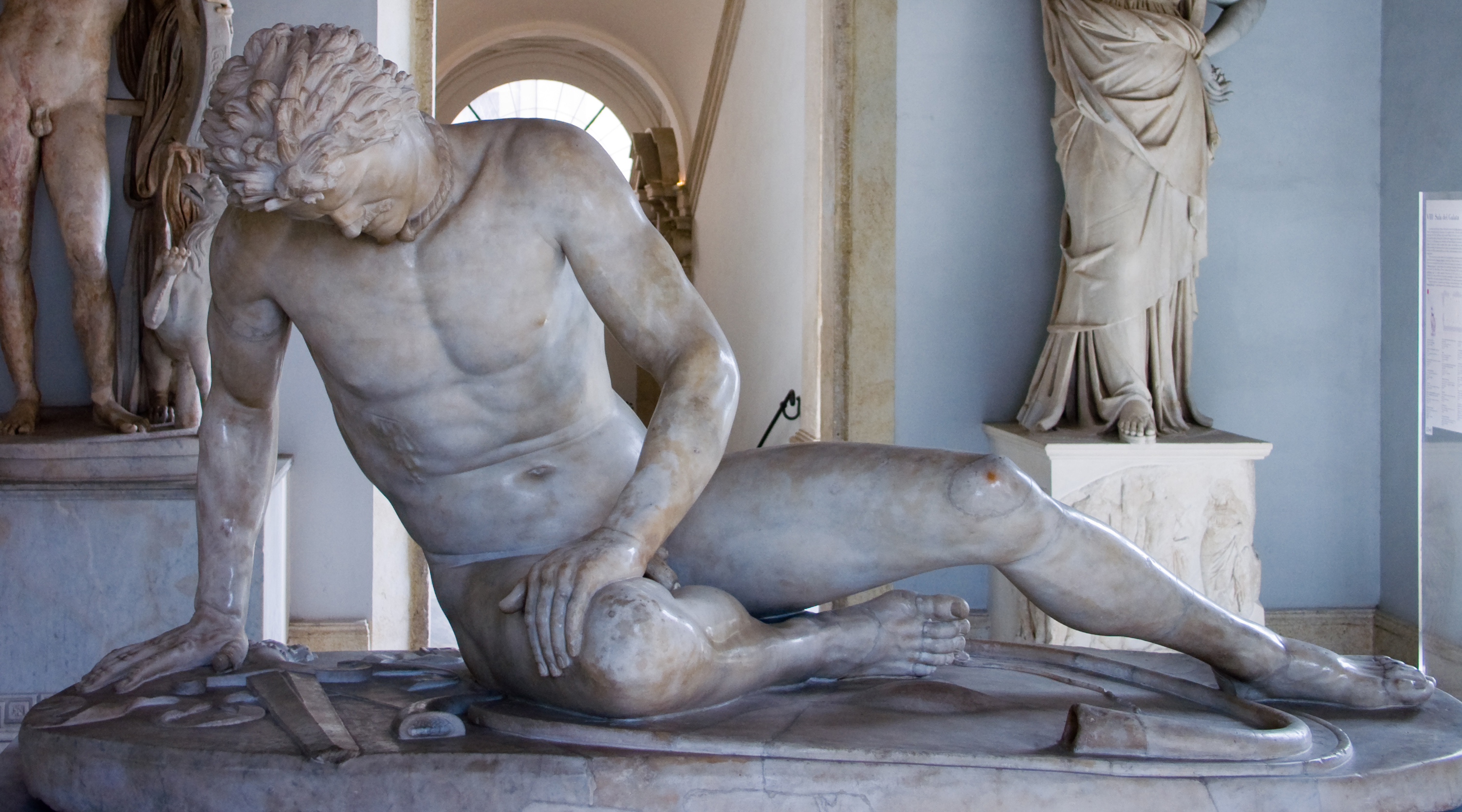
Gálata moribundo una escultura de tipología helenística más conocida, desarrollada en Pérgamo.

Pérgamo, entre el siglo III a. C. y el siglo II a. C., emerge como uno de los centros más activos de producción de la escultura, de acuerdo con el generoso mecenazgo de sus reyes. Bajo el mandato de Atalo I —tras sus victorias sobre los galos—, mandó construir unos grupos conmemorativos en bronce, uno fue donde se desarrolló una tipología de guerreros heridos, entre los que destacan por su patetismo las esculturas del Gálata moribundo del Museo Capitolino y el Gálata Ludovisi o Gálata suicidándose con su esposa del Museo Nacional Romano, ambos entre el 240-200 a. C.,  mientras que el otro grupo se realizó con las famosas amazonas luchando contra guerreros griegos, entre otras representaciones. A esta escuela de Pérgamo se atribuye también el grupo del sátiro Marsias a punto de ser desollado colgado de un árbol. Siguiendo con su estilo clásico también son de destacar las esculturas del Fauno del cabrito del Museo del Prado y la Atenea de Pérgamo del Museo de Berlín, copia de la Atenea Pártenos de Fidias y el Fauno Barberini que representa un fauno, en un profundo sueño producto de su embriaguez. Fue restaurada por Bernini en el siglo XVII, actualmente en la Gliptoteca de Múnich.

### Oriente Medio

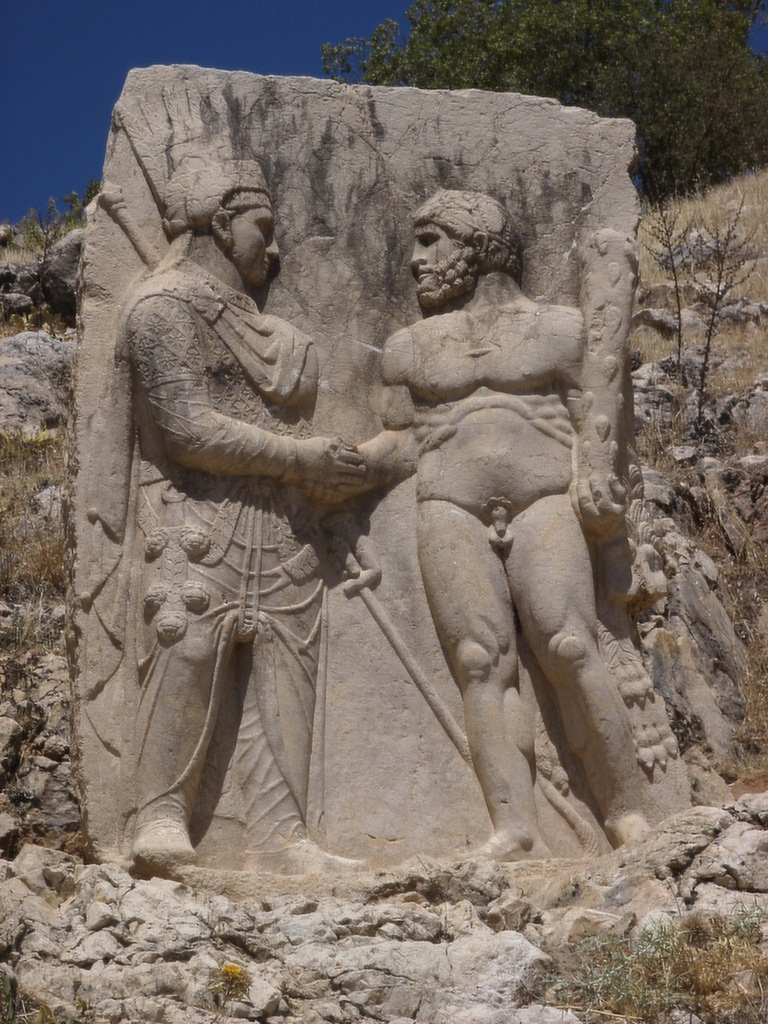
Mitridates I y Hércules, dinastía Arsácida.

Después de la partición del imperio alejandrino se formó en el Oriente Medio y Oriente Próximo el imperio helenístico de los seléucidas, con varias ciudades nuevas fundadas por Alejandro y sus sucesores. La disolución gradual de las antiguas instituciones persas en otras muchas ciudades antiguas adoptaron un modelo administrativo similar a la polis griega, en pocas décadas la elite persa se helenizó, y todo aspirante a una posición social destacada necesitaba conocer el idioma griego y ser versado en la cultura helénica. Pero el impacto de la helenización, que alcanzó diversas formas culturales, no prevaleció entre la masa del pueblo y su lugar en la historia local, resultó fugaz. A mediados del siglo III a. C. el imperio seléucida se fragmentó, dando lugar a la Dinastía arsácida que pronto comenzó a expandirse.

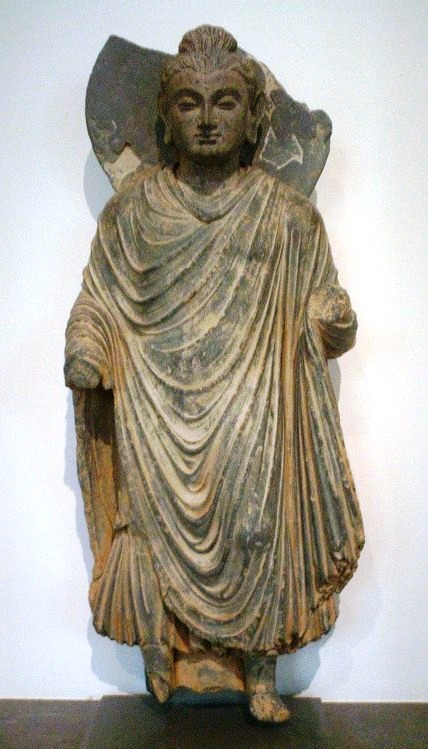
Buda de la escuela de Gandhara.

Durante este período se inició un proceso de reversión de las antiguas tradiciones, cuyo efecto se extendió más allá de las fronteras y determinó una reacción anti-helenística también en la India, Siria, Arabia, Anatolia y otras regiones con la consiguiente disminución del interés local por la escultura. Durante el tiempo que estuvo la presencia  griega-macedonia, se produjo un importante intercambio de influencias con la cultura autóctona, incluso Platón absorbió elementos de la religión del Zoroastrismo en su filosofía. En la escultura sobreviven varios ejemplos locales de alta calidad de la época seléucida, sobre todo en imágenes de bronce de dioses, figuras reales y estatuas diversas, y de la fase arsácida existen relieves grabados en piedras, de gran interés y claro estilo híbrido.

### India
El arte helenístico fue capaz de influir en la cultura de países lejanos como en la India y Afganistán, que en el momento de las conquistas de Alejandro ya poseían una antigua tradición artística. Se fundaron colonias helenísticas en Bactria y Punyab, que dieron lugar  a la llamada escuela de Gandhara cuyo arte —merced a los influjos griegos— es conocido como arte grecobudista. Los griegos fueron los responsables de la inauguración de una nueva tipología de escultura, de gran importancia para la religión budista, incluso de la propia imagen de Buda, cuando su representación era considerada hasta entonces un tabú. Se conservaron en gran parte los cánones artísticos hindúes, pero en otros géneros menos cargados de simbolismo, las huellas occidentales en la estatuaria son más evidentes. La escuela se mantuvo hasta el siglo V.

## Escultura arquitectónica

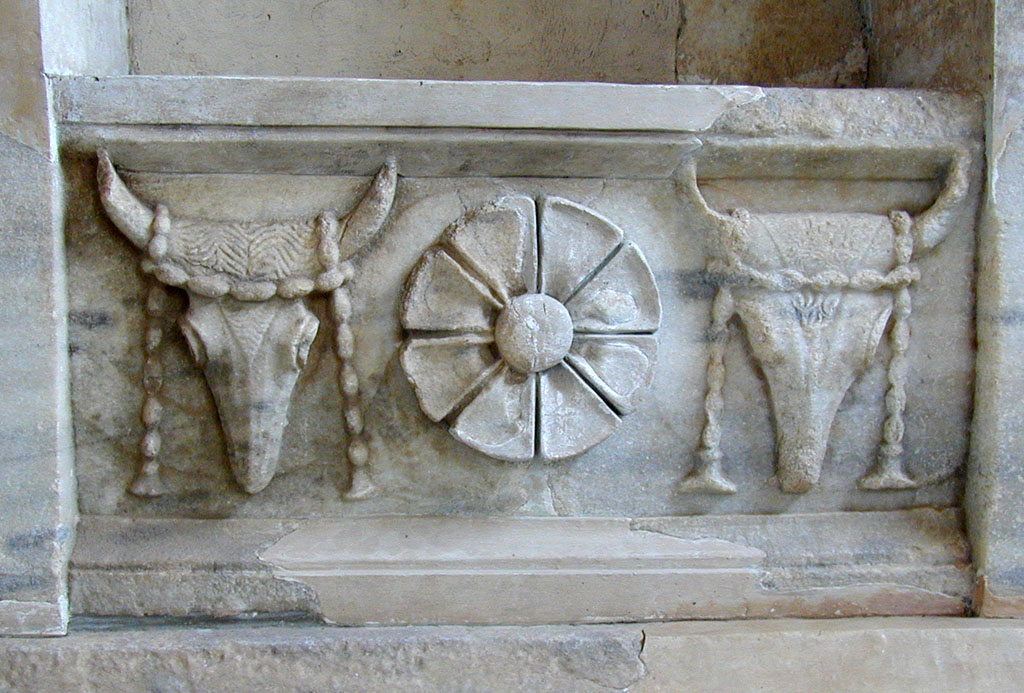
Relieve con bucráneos y rosetas proveniente de la Rotonda de Arsinoe (c.280 a. C.) del Santuario de los Grandes Dioses de Samotracia.

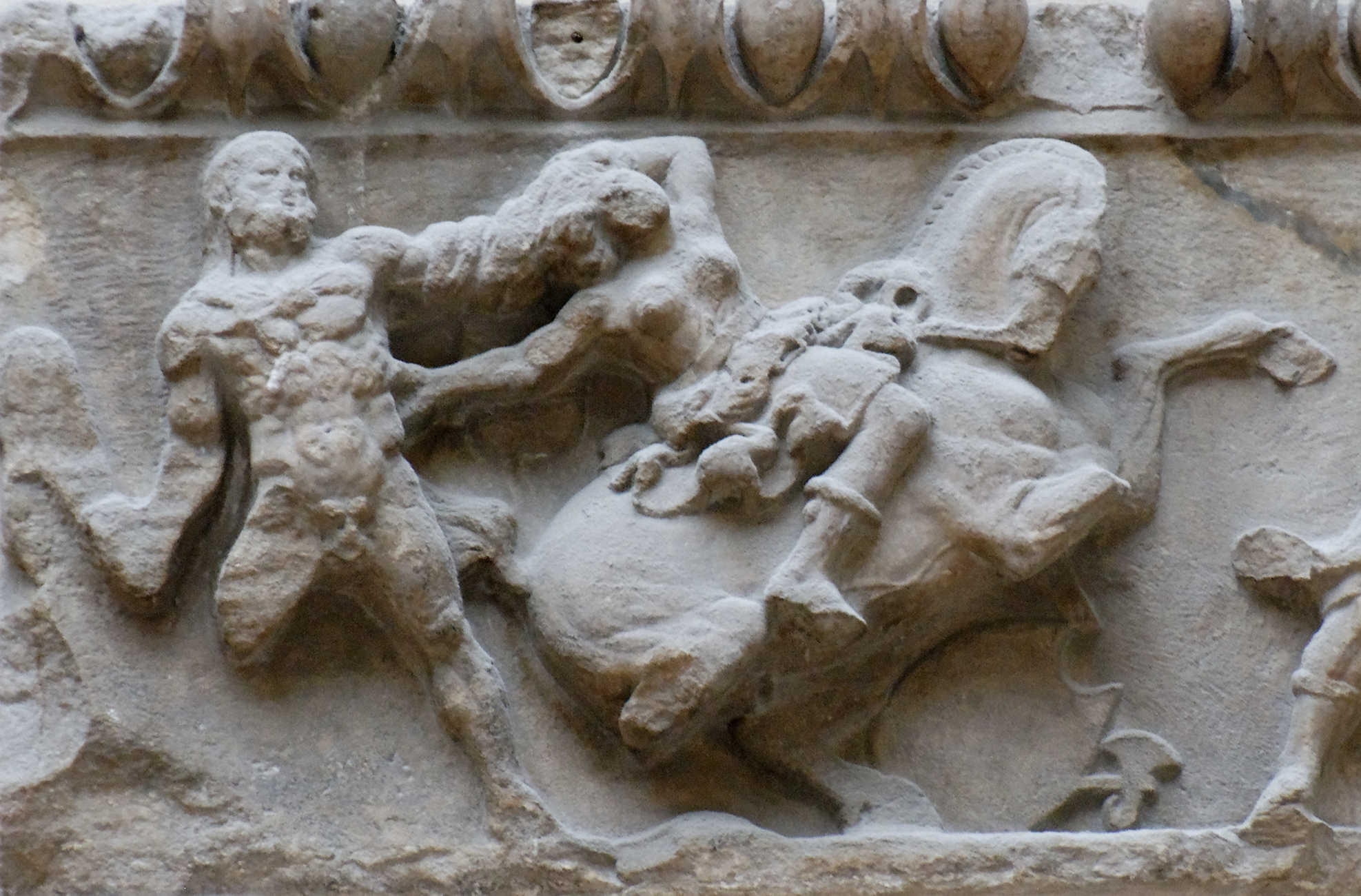
Friso de Heracles combatiendo contra las amazonas en el templo de Artemisa Leucopriene de Magnesia.

Los templos y edificios públicos del periodo helenístico en general no continuaron la práctica de decoración abundante en sus fachadas como en las fases anteriores, con grandes grupos escultóricos en los frontones, metopas, acroteras y frisos en relieves. El trabajo se concentró más en el mantenimiento y restauración de edificios antiguos que en la construcción de otros nuevos. Hay edificios decorados helenísticos, pero la mayoría son de poco interés, tanto por la baja calidad intrínseca de la escultura como por su pequeña cantidad, o su estado actual está tan ruinoso que impide una evaluación precisa de su valor. Se encuentran algunas excepciones muy valiosas a esta regla. Datado de principios del periodo helenístico es el templo de Artemisa en Epidauro. Poseía varias representaciones de Niké como acrotera alada, cuatro de ellas aún persisten aunque ya sin las alas. Su estilo muestra una excelente talla en las vestiduras de las figuras, que consigue efectos de transparencia en sus movimientos. Del mismo tiempo y aún más rico, es el templo de Atenea en Ilion, la antigua Troya. La fecha del templo ha sido estimada alrededor de 300 a. C., pero la fecha de su decoración escultórica es más problemática. Poseía sesenta y cuatro metopas, aunque no se sabe cuántas estaban esculpidas. De las que se conservan, la más importante y prácticamente intacta, muestra a Helios y su carruaje. Otras son fragmentos y presentan escenas de batallas y posiblemente, uno de los conjuntos trata de la Gigantomaquia. Su estilo ecléctico sugiere influencias extranjeras.
De cerca del 300 a. C. es la decoración de la Casa de los Toros en Delos, un inusual edificio largo y estrecho, con columnatas y profusa ornamentación escultórica, dividida entre las metopas, el friso continuo y las acroteras en el exterior, que por desgracia están muy erosionadas, en el interior se presenta otro gran friso con escenas marinas y capiteles zoomorfos. En el mismo lugar se encontraron esculturas que decoraban otros edificios, como el teatro, una stoa de Antígono II Gónatas, el monumento a Mitrídates VI y la Casa del Tridente con una decoración en relieves de estuco. De datación insegura, pero es posible que sea otro ejemplo de esta misma fase es el Hieron del Santuario de los Grandes Dioses de Samotracia, con varios relieves de centauros en el pronaos y en el pórtico, y varias estatuas en el frontón norte, junto con Nikes acroteras, éstas debían ser de fecha posterior, posiblemente de mediados del siglo II a. C.
Un monumento importante en la primera mitad del siglo II a. C. es el gran templo de Artemisa Leucopriene en Magnesia. Entre sus decoraciones se encuentra un friso con animales y otro friso que mostraba una Amazonomaquia con 340 figuras talladas, se encuentran en la actualidad repartidos entre los museos de Estambul y del Louvre. Su calidad es más bien tosca, pero su interés radica en la diversidad de soluciones plásticas que evitan cualquier monotonía. En la misma ciudad se encuentra un altar dedicado a Artemisa con decoración significativa, con muchos fragmentos en los que se observan figuras humanas y animales. Existía un friso entero con cabezas de toros, que se perdió durante la Segunda Guerra Mundial. De una fecha un poco más tardía está el altar de Dioniso en Cos, en el que se cree que intervinieron los hijos de Praxíteles llamados Cefisodoto y Timarcos y donde sobrevive la mayor parte de un gran friso que muestra una procesión dionisíaca y escenas de batalla.

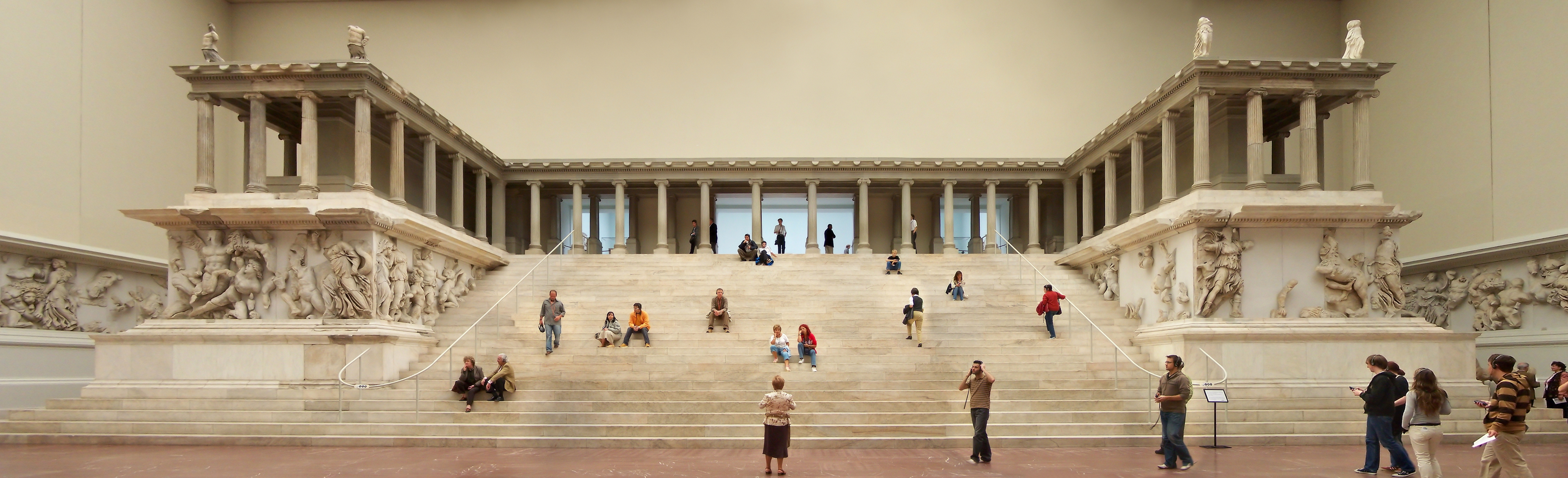
Reconstrucción del Altar de Pérgamo en el museo de Pérgamo (Berlín)

Durante el reinado de Eumenes II fue construido el gran Altar de Pérgamo dedicado a Zeus y Atenea, entre los años 180 y 160 a. C. decorado con frisos y esculturas de gran expresividad. El altar tiene el decorado más rico de todos los monumentos del período y el logro más importante de la tendencia «barroca» helenística, cuya autoría como escultor posible principal está atribuida a Epígono de Pérgamo. Representa una gigantomaquia y la historia de Télefo, el legendario fundador de la ciudad. En términos temáticos el friso de la gigantomaquia expone la gran derrota de los gigantes, que en este caso representaban a los galos, por los dioses; técnicamente se introdujo varias innovaciones, minimizándose la importancia de los fondos que se dejaron planos y lisos, las figuras son mayores que el tamaño natural y presentan una meticulosidad extrema en la descripción de los detalles, se representaron deidades menores, junto con los dioses olímpicos  y los límites del friso se extrapolaron para colocar personajes separados del marco que se mantienen sobre los escalones de la entrada, subvirtiendo las convenciones tradicionales que regían las relaciones entre la arquitectura y la estatuaria. Por otro lado, el friso interno dedicado al héroe Télefo rescató la importancia del fondo y agregó detalles inéditos de escenas paisajistas elaboradas con animales, plantas y arquitecturas. Esta obra se encuentra reconstruida en el museo de Pérgamo de Berlín.

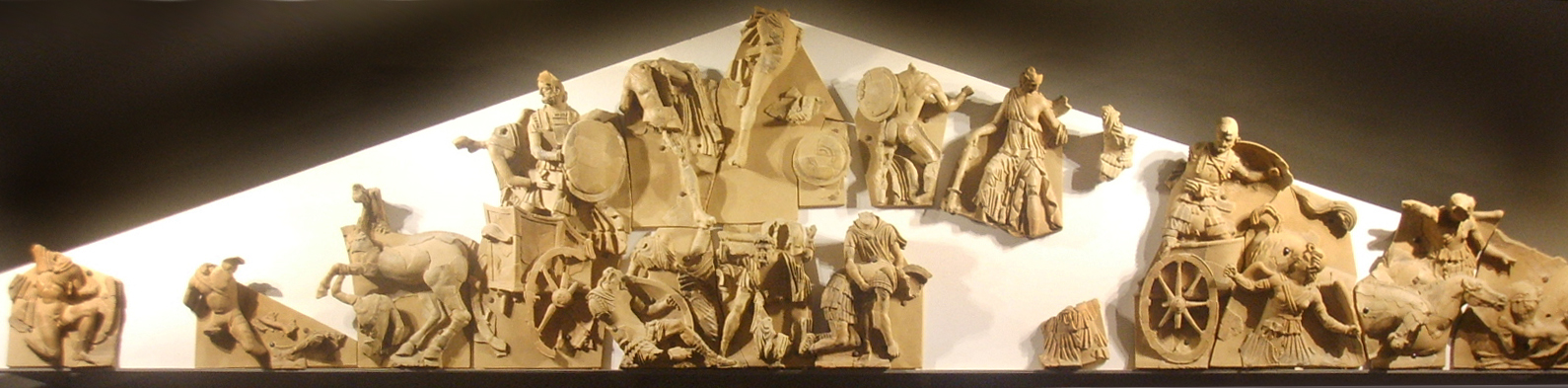
Frontón de Talamone de terracota.

La decoración arquitectónica etrusca fue una de las líneas más típicas de su arte por su carácter único en el panorama helenístico. Esta tradición nació ya en el periodo arcaico y continuó a lo largo de su historia. A diferencia de otras culturas helenistas, que privilegiaban el uso de la piedra, los etruscos prefirieron como material la terracota la aplicaron para la decoración de toda la serie de elementos arquitecturales: frontones, metopas, acroteras, antefijas, capiteles, frisos y placas de revesticimiento. Las composiciones se caracterizaban por una relativa independencia formal de la estructura que los implicaba, y mostraban motivos que mezclaban el imaginario griego con el local. Un punto en el que estaban de acuerdo con la práctica de todo el mundo helenístico fue el hecho de que toda la escultura estaba vivamente policromada. Entre los más ricos ejemplos de esta aplicación se encuentra el frontón triangular de un templo en Talamone, fracción de Orbetello en la Toscana, del siglo II a. C., según la reconstrucción se muestra varias escenas de la historia mítica de la guerra de Los siete contra Tebas.

## Figurillas de terracota

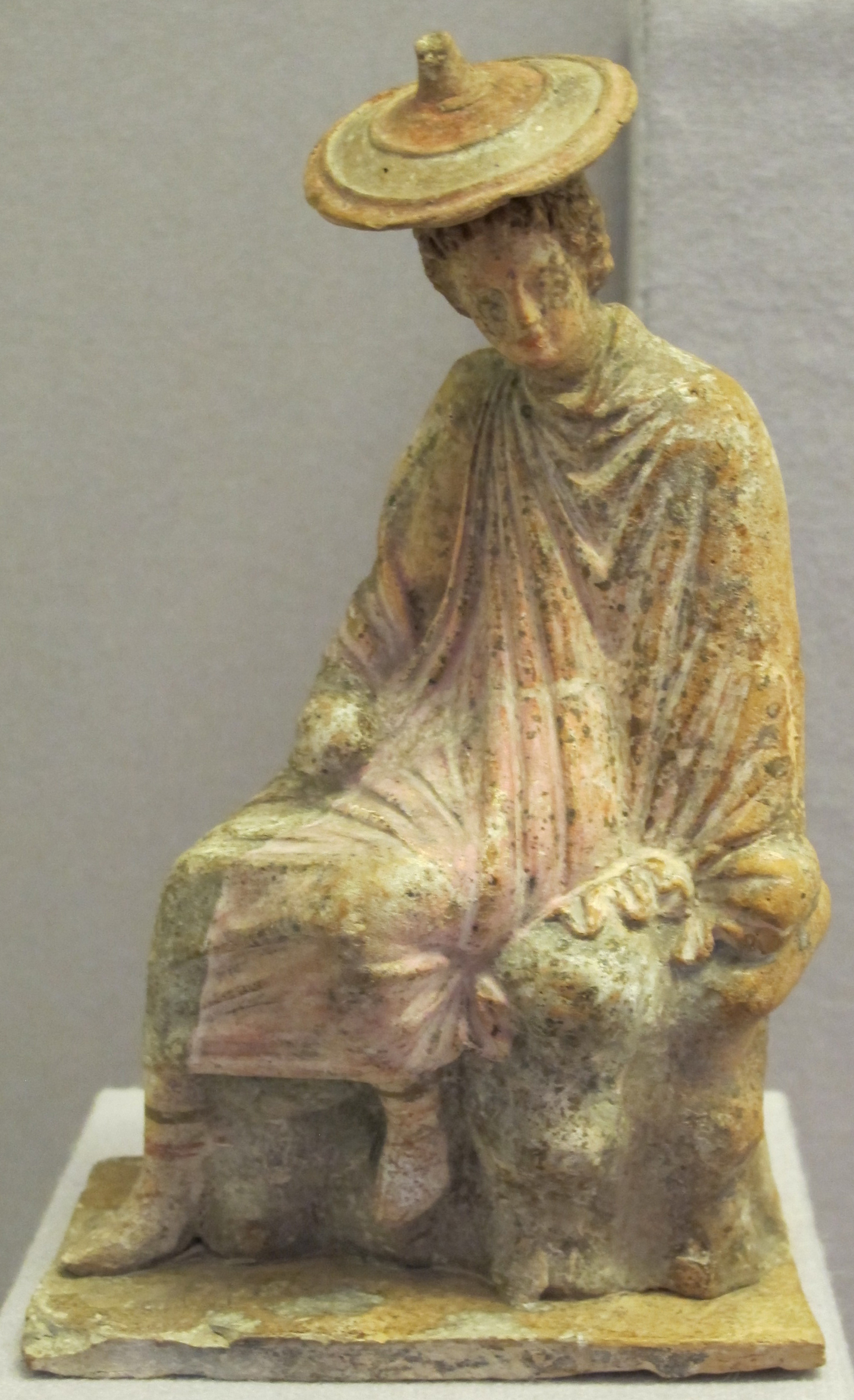
Terracota de Tanagra policromada, que representa a un joven sentado sobre una roca.

Las figurillas de terracota formaban parte de lo cotidiano desde los periodos prehistóricos, pero en el helenístico, se inició una tradición diferente de figurillas creadas en serie a partir de moldes, que se trabajaban en estilo naturalista y con una variedad de temas que servían para varios propósitos —decoración, ex votos, ofrenda fúnebre—, una práctica de bajo coste que se extendió rápidamente por todo el mundo helénico. Tanagra, junto con otras ciudades de Beocia, fue conocida a partir de finales del siglo IV a. C. por la vasta producción de figurillas policromadas que representaban en su mayoría mujeres jóvenes vestidas con ropas sofisticadas, con espejos, abanicos, sombreros de ala ancha y otros símbolos de moda, se creó un nuevo repertorio formal en la antigua tradición de la estatuaria en cerámica, que se cree inspirada en la comedia nueva de Menandro. Estas imágenes son especialmente atractivas por la gran variedad de gestos y posturas, pero aunque Tanagra ha sido reconocida en este tipo de producción y prestó su nombre a todo este género de figuras —llamado «tanagrinas»—  hay evidencias de que el estilo típico comenzó a desarrollarse en Atenas, extendiéndose desde allí hacia otros centros que quedan fuera del modelo de Tanagra, no siempre se usó el molde, y con una mayor variedad de tipos, incluidos esclavos,  bailarines, hombres, ancianos, caballeros, niños, deidades, personajes teatrales, muñecos, animales, vasijas en miniatura y placas en relieve. Su nivel de calidad fue muy desigual.

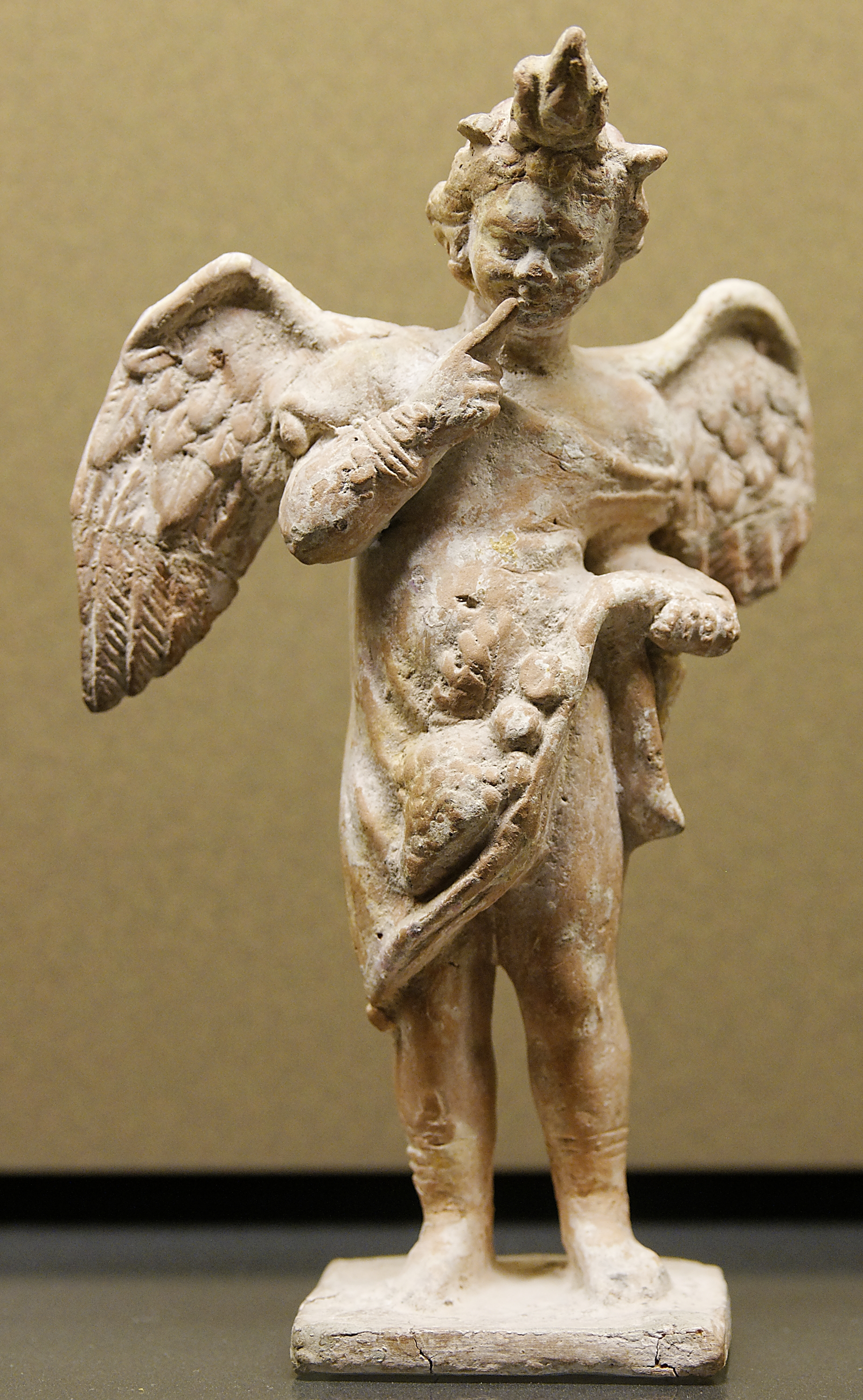
Figurilla de Eros perteneciente al taller de Mirina.

Hacia el final del siglo III a. C. aparecieron el tipo de figuras sentadas y el de los maestros y filósofos, que presentaban características serias y contemplativas, con un tratamiento simplificado y el acabado más rudo aunque expresivo. También los colores se diversificaron, con tonos más claros, y eran relativamente pocos los conectados a contextos sagrados, mostrando esencialmente un uso profano de las figurillas. También se desarrollaron otras escuelas de terracota, como los de talleres de Mirina en Asia Menor a partir de la segunda mitad del siglo III a. C. y donde en unas excavaciones realizadas entre los años 1880 y 1882 se encontraron centenares de figurillas y otras tantas en Esmirna datadas a partir del siglo II a. C. De las diversas deidades encontradas, solo Eros siguió siendo un tipo muy común, los otros dioses, que ocasionalmente se identifican, muestran unas facciones más humanizadas por lo que se cree que su propósito fue puramente decorativo. La producción en serie en esta época gana en la variedad por la adición de detalles individualizados, después de la retirada de la pieza del molde mientras estaba todavía húmeda y antes de su cocción, con lo que se conseguía que no hubiera dos piezas idénticas.
Dificulta el estudio de la terracota del siglo II a. C. la relativa escasez de las figuras, su estado menos íntegro y la presencia en muchos lugares de las figuras de estilo retrospectivo y con frecuencia una mezcla de objetos de diferentes épocas en los mismos estratos arqueológicos, causado tal vez por abandonos en masa, complica el trabajo de datación. La evolución se encuentra en una disminución del número de figuras desnudas y una mayor profusión de imágenes aladas y de detalles individualizados sobre las piezas creadas en serie, con apariencia en muchos casos de piezas modeladas a mano. Las formas de estas figuras y su vestuario tienden a perder su organización en espiral y dar lugar a composiciones más estáticas, en un momento en que la sofisticada y fluida tradición de las de Tanagra estaba desapareciendo. En la transición hacia el siglo I a. C. los modelos antiguos habían perdido su vitalidad y la producción se convirtió en estándar, adquirió posiblemente un carácter de recuerdo turístico, ya que en ese momento Grecia no era más que una provincia romana, y como consecuencia de los saqueos romanos de las grandes ciudades, el material es escaso y se encuentra frecuentemente muy dañado. En cuanto a las demás regiones, el gusto romano se convierte en predominante a medida que el imperio se expande, aparecen influencias de los bárbaros, y la producción de terracotas helenística llega a su término a finales del siglo I a. C.

## Sarcófagos y urnas cinerarias

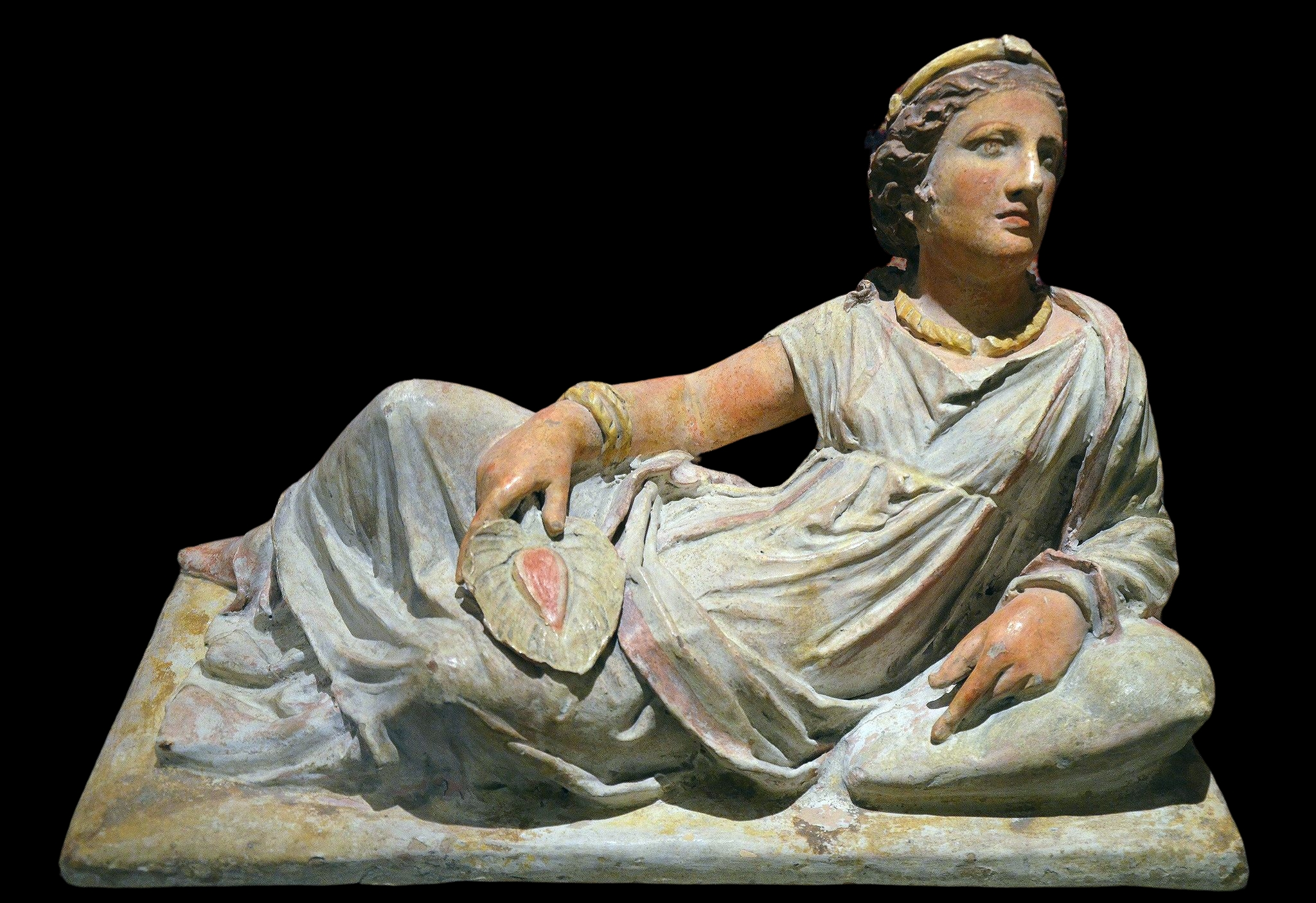
Sarcófago etrusco de terracota policromada c.150 a. C.

Entre los griegos la costumbre del enterramiento en sarcófagos era raro en los períodos anteriores al período helenístico. Los muertos eran incinerados o enterrados en receptáculos discretos. Sin embargo, desde finales del siglo IV a. C., con la mayor penetración de influencias de Oriente, donde este uso era generalizado, junto con el ejemplo etrusco, se multiplicaron los ataúdes para todo el cuerpo y las urnas, para la recepción de las cenizas de la cremación, en piedra y terracota, a menudo con trabajos suntuosos en relieve y de grandes dimensiones, ostentando elementos arquitectónicos como columnas y la tapa en forma de tejado con acroteras, repitiendo el modelo de un templo, lo que les daba un carácter de monumento autónomo, en estos casos se podían instalar las tumbas en lugares interiores o en exterior en las necrópolis. Estas formas de arte fueron muy importantes en el universo religioso helenístico y continuaron más tarde en el mundo romano y seguida por el cristianismo con la adquisición de un gran prestigio. Cuando se amplió esta tipología, también comenzó a reflejar en la iconografía elegida para la decoración, los cambios en las concepciones griegas sobre la vida de ultratumba, como en el modelo de los niños retratados como héroes victoriosos, para simbolizar la pureza y la inmortalidad.
La tradición fúnebre de los etruscos fue importante para la popularización de los sarcófagos y urnas cinerarias durante la época helenística. Desarrollaron una práctica de arte funerario que llegó, en algunos casos, a un gran refinamiento, aunque la mayoría de las piezas son más o menos estándar y presentan una calidad media. El modelo tipo se compone de una caja decorada con diversos grados de complejidad, cerrada por una tapa donde se representan retratos de cuerpo entero de los fallecidos, solos o en pareja, reclinados como si estuvieran sentados para un banquete, o como si se encontraran dormidos. Las urnas cinerarias adoptaban el mismo esquema, pero en dimensiones menores. Importantes hallazgos arqueológicos se realizaron en Arezzo, Perugia, Cortona, Volterra, Chiusi y Cerveteri, entre otras ciudades.
| |
| El llamado Sarcófago de Alejandro, según algunos autores destinado para el rey Abdalónimo de Sidón. |

|                                                                          |
| Detalle de la escena de la Batalla de Issos en un lateral del sarcófago. |

|                                                                       |
| Escena de la Batalla de Issos reconstruida con su posible policromía. |

De Oriente vino una marcada tendencia naturalista en escenas figurativas y el gusto por una decoración abstracta o que empleaba profusamente motivos vegetales y zoomorfos, algunos bien típicos como la hoja de palmera, el elefante o la caza del león. En el Líbano, en el cementerio real de Sidón, se encontraron diversos ejemplares de gran valor, entre ellos el famoso sarcófago de Alejandro, llamado así por haber en sus relieves escenas de la vida del conquistador, a pesar de ser realizado con la intención de recibir el cuerpo de un potentado local. Esta obra es de especial interés, ya que se encuentra en excelentes condiciones y todavía con muchos vestigios de su policromía original, lo que permitió hacer una copia moderna con la reconstrucción de sus colores primitivos que fue presentada durante la exposición Bunte Götter, un evento internacional dedicado enteramente a divulgar el tema del tratamiento pictórico de la escultura antigua, tan poco conocido por el público en general, pero que era una práctica generalizada. En el Egipto ptolemaico se desarrolló un estilo propio, donde el mayor interés escultórico estaba en la figura, estilizada del fallecido, tendido sobre la cubierta del sarcófago con la adaptación de la tradición faraónica para las clases sociales inferiores.

## Análisis

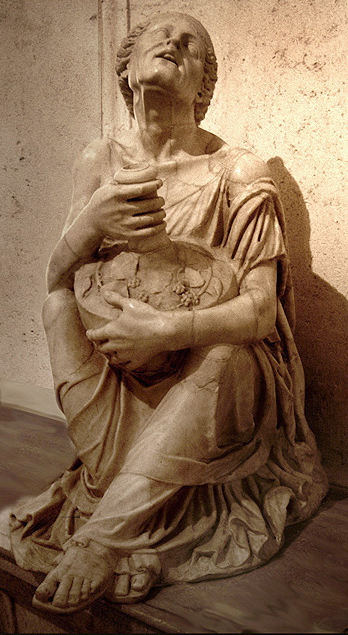
La anciana ebria conservada en la Gliptoteca de Múnich, muestra del realismo expresivo que se dio en muchas de las obras de esta época.

A pesar de que hace casi doscientos años desde que el helenismo fue identificado en su sentido moderno y el término ha recibido una amplia difusión y con casi un centenar de años desde que se iniciaron los análisis de su arte en líneas más científicas, se puede decir que hasta ahora solo se han lanzado las bases para la comprensión de este tema, bases que siguen siendo extremadamente precarias. En las últimas décadas la investigación se ha intensificado en gran medida, con nueva e importante información, muchas veces su interpretación ocurre entre polémicas y disputas, derribando uno tras otro los conceptos aparentemente establecidos, con lo que se eleva la fuerte oposición de algunos sectores de la crítica que lanzan más confusión en su estudio, de acuerdo con François Chamoux, está lejos de definir incluso su punto de partida.
La comprensión y justa apreciación de la escultura helenística se ve obstaculizada por varios factores. La datación y atribución de la autoría de las obras están llenas de dudas y contradicciones, su origen, función e identificación temática suelen ser puramente hipotéticas, gran parte de los originales han desaparecido y solo se conocen a través de copias romanas cuya fidelidad con el original siempre es una incertidumbre; las principales fuentes literarias son pobres y contradictorias; los nombres conocidos de los escultores son pocos, no hay grandes maestros de escuela con notable estilística que permitan establecer parámetros definidos para la cronología del estilo y localización geográfica de sus rutas y derivaciones; la distinción entre original y copia puede ser problemática y casi todo el siglo III a. C, sorprende por los pocos restos que se han encontrado. Añadir a que todo el progreso reciente en la crítica tenía y sigue que hacer frente a un fuerte sesgo histórico en contra de la escultura helenística, que ve en ella solo una degeneración del mal gusto del clasicismo griego, una visión que solo hace unas décadas se comenzó a disolver para dar espacio a una visión más positiva y comprensiva de sus méritos intrínsecos, aunque algunos todavía consideran que, con sus razones, el virtuosismo técnico puede haber sustituido el contenido, que la libertad estética y la privatización del gusto dieron lugar a una caída en la calidad general y que las obras a menudo sufren trivialidades y excesos sentimentalistas, que fácilmente caen en el melodrama y dar lugar a un énfasis en el lado patológico de la realidad. El arte helenístico se le puede clasificar también en un arte «atormentado», rico en movimiento, que presenta claramente los sentimientos de violencia, pasión, dolor que se pueden apreciar en los relieves de los grandes altares, pero también temas que van desde la vejez decrépita hasta los de la primera infancia en esculturas de bulto redondo como La anciana ebria o el Niño de la oca, en ambas se observa claramente la composición piramidal que obliga al espectador a girar en torno a la escultura para poder apreciarlas en su totalidad.

Pero al parecer, con los años, la escultura helenística, junto con otras expresiones culturales de la época, se encamina a una completa rehabilitación. Ya en 1896, Frank Bigelow Tarbell escribió, diciendo que el público en general demostró sentirse más cómodo con la inmediatez, espontaneidad, variedad y el atractivo emocional popular del estilo helenístico que con las creaciones «más graves y sublimes de la era de Fidias» (aunque deja claro que entre la crítica especializada las cosas son de otra manera), Arnold Hauser, dijo en 1951 que el arte helenístico, por su hibridez internacionalista, tenía una relación directa con la modernidad, y Brunilde Ridgway, en el 2000, declaró que la aceptación general se confirma, cuando las exposiciones de arte helenístico han atraído a «hordas de visitantes». Cada vez está más claro que el periodo no puede ser considerado una mera transición confusa e infeliz entre las civilizaciones clásica griega y la romana imperial, analizado a través de simplificaciones y comparaciones con otros períodos, que merece una especial atención y que sus artistas han demostrado su importancia con la preservación viva de una tradición venerable mientras abrían innovaciones, la vida del hombre común y el futuro. Afirmaron su erudición en la gestión de un gran repertorio creativo formal heredado de sus predecesores y su capacidad para desarrollar nuevas técnicas y modos narrativos de producción —en su mejor momento—, de obras de extraordinario refinamiento y poderoso efecto plástico. Los sesgos preconcebidos deberían dejarse de lado teniendo en cuenta la importancia del legado helenístico en el inmenso impacto que causaron sus obras cuando fueron redescubiertas en el Renacimiento, como fue el caso del Laocoonte, que influyó en la obra de Miguel Ángel y de las generaciones posteriores, y la enorme popularidad de piezas como la Victoria alada de Samotracia y en particular la Venus de Milo, que logró incluso convertirse en un icono de la cultura popular, un hecho que pocas creaciones cultas, antiguas o modernas pueden conseguir.